# Disney-tegneserier af Carl Barks
Carl Barks var en amerikansk Disney Studio-illustrator og tegneserietegner. Det høje kvalitetsniveau af hans historier og tegninger medførte at han blev tildelt kælenavnene 'The Duck Man' og 'The Good Duck Artist'.
Visse titler, forfattere og præcise datoer i denne liste er endnu ukendte. Listen indeholder ikke covers og ikke-udgivede tegnerier og er derfor ikke en komplet oversigt over Carl Barks' værker.

## Liste af tegneserier[1]
| #   | Udgivelsesdato    | Titel                                   | # sider | Hovedperson                      | Tegning                    | Manuskript                           | Story code                                                   |
| --- | ----------------- | --------------------------------------- | ------- | -------------------------------- | -------------------------- | ------------------------------------ | ------------------------------------------------------------ |
| 1   | 25. maj 1938      | A Hole in One                           | 1       | Anders And                       | Al Taliaferro              | Carl Barks, Bob Karp                 | YD 38-05-25 Arkiveret 10. november 2013 hos Wayback Machine  |
| 2   | 10. juni 1938     | The Sheriff Goes Crabing                | 1       | Anders And                       | Al Taliaferro              | Carl Barks, Bob Karp                 | YD 38-06-10 Arkiveret 10. november 2013 hos Wayback Machine  |
| 3   | 27. juni 1938     | Anything to Oblige                      | 1       | Anders And                       | Al Taliaferro              | Carl Barks, Bob Karp                 | YD 38-06-27 Arkiveret 10. november 2013 hos Wayback Machine  |
| 4   | 2. juli 1938      | Mr. Woodpecker Goes Picketing           | 1       | Anders And                       | Al Taliaferro              | Carl Barks, Bob Karp                 | YD 38-07-02 Arkiveret 10. november 2013 hos Wayback Machine  |
| 5   | 6. juli 1938      | Out of the Frying Pant                  | 1       | Anders And                       | Al Taliaferro              | Carl Barks, Bob Karp                 | YD 38-07-06 Arkiveret 10. november 2013 hos Wayback Machine  |
| 6   | juli 1938         | There's One Born Every Minute           | 1       | Anders And                       | Al Taliaferro              | Carl Barks, Bob Karp                 | YD 38-07-25 Arkiveret 10. november 2013 hos Wayback Machine  |
| 7   | 25. oktober 1938  | Donald's Golf Game                      | 1       | Anders And                       | Al Taliaferro              | Carl Barks, Bob Karp                 | YD 38-10-25 Arkiveret 10. november 2013 hos Wayback Machine  |
| 8   | 27. oktober 1938  | Donald's Golf Game                      | 1       | Anders And                       | Al Taliaferro              | Carl Barks, Bob Karp                 | YD 38-10-27 Arkiveret 10. november 2013 hos Wayback Machine  |
| 9   | 26. november 1938 | Just a Heel!                            | 1       | Anders And                       | Al Taliaferro              | Carl Barks, Bob Karp                 | YD 38-11-26 Arkiveret 10. november 2013 hos Wayback Machine  |
| 10  | 10. januar 1939   | Into the Frying Pan                     | 1       | Anders And                       | Al Taliaferro              | Carl Barks, Bob Karp                 | YD 39-01-10 Arkiveret 10. november 2013 hos Wayback Machine  |
| 11  | 4. februar 1939   | A Heavy Fall of Snow!                   | 1       | Anders And                       | Al Taliaferro              | Carl Barks, Bob Karp                 | YD 39-02-04 Arkiveret 10. november 2013 hos Wayback Machine  |
| 12  | 6. februar 1939   | ingen                                   | 1       | Anders And                       | Al Taliaferro              | Carl Barks, Bob Karp                 | YD 39-02-06 Arkiveret 10. november 2013 hos Wayback Machine  |
| 13  | 1942              | Pluto Saves the Ship                    | 51      | Pluto                            | unknown                    | Carl Barks, Jack Hannah, Nick George | W LFC 7-01 Arkiveret 12. februar 2012 hos Wayback Machine    |
| 14  | oktober 1942      | Donald Duck Finds Pirate Gold           | 64      | Anders And                       | Carl Barks, Jack Hannah    | Bob Karp                             | W OS 9-02 Arkiveret 12. februar 2012 hos Wayback Machine     |
| 15  | april 1943        | The Victory Garden                      | 10      | Anders And                       | Carl Barks                 | Carl Barks (omskrivning)             | W WDC 31-05 Arkiveret 10. november 2013 hos Wayback Machine  |
| 16  | maj 1943          | The Rabbit's Foot                       | 10      | Anders And                       | Carl Barks                 | Carl Barks                           | W WDC 32-01 Arkiveret 10. november 2013 hos Wayback Machine  |
| 17  | juni 1943         | Lifeguard Daze                          | 10      | Anders And                       | Carl Barks                 | Carl Barks                           | W WDC 33-01 Arkiveret 10. november 2013 hos Wayback Machine  |
| 18  | juli 1943         | Good Deeds                              | 10      | Anders And                       | Carl Barks                 | Carl Barks                           | W WDC 34-01 Arkiveret 10. november 2013 hos Wayback Machine  |
| 19  | august 1943       | The Limber W Guest Ranch                | 10      | Anders And                       | Carl Barks                 | Carl Barks                           | W WDC 35-01 Arkiveret 10. november 2013 hos Wayback Machine  |
| 20  | september 1943    | The Mummy's Ring                        | 28      | Anders And                       | Carl Barks                 | Carl Barks                           | W OS 29-01 Arkiveret 10. november 2013 hos Wayback Machine   |
| 21  | september 1943    | The Hard Loser                          | 10      | Anders And                       | Carl Barks                 | Carl Barks                           | W OS 29-02 Arkiveret 10. november 2013 hos Wayback Machine   |
| 22  | september 1943    | Too Many Pets                           | 26      | Anders And                       | Carl Barks                 | Carl Barks, Merrill De Maris         | W OS 29-03 Arkiveret 10. november 2013 hos Wayback Machine   |
| 23  | september 1943    | The Mighty Trapper                      | 10      | Anders And                       | Carl Barks                 | Carl Barks                           | W WDC 36-01 Arkiveret 10. november 2013 hos Wayback Machine  |
| 24  | november 1943     | Good Neighbors                          | 10      | Anders And                       | Carl Barks                 | Carl Barks                           | W WDC 38-02 Arkiveret 10. november 2013 hos Wayback Machine  |
| 25  | december 1943     | Salesman Donald                         | 10      | Anders And                       | Carl Barks                 | Carl Barks                           | W WDC 39-01 Arkiveret 10. november 2013 hos Wayback Machine  |
| 26  | januar 1944       | Snow Fun                                | 10      | Anders And                       | Carl Barks                 | Carl Barks                           | W WDC 40-01 Arkiveret 22. oktober 2013 hos Wayback Machine   |
| 27  | februar 1944      | The Duck in the Iron Pants              | 10      | Anders And                       | Carl Barks                 | Carl Barks                           | W WDC 41-01 Arkiveret 10. november 2013 hos Wayback Machine  |
| 28  | marts 1944        | Kite Weather                            | 7       | Anders And                       | Carl Barks                 | Carl Barks                           | W WDC 42-02 Arkiveret 10. november 2013 hos Wayback Machine  |
| 29  | april 1944        | Three Dirty Little Ducks                | 10      | Anders And                       | Carl Barks                 | Carl Barks                           | W WDC 43-02 Arkiveret 10. november 2013 hos Wayback Machine  |
| 30  | maj 1944          | The Mad Chemist                         | 10      | Anders And                       | Carl Barks                 | Carl Barks                           | W WDC 44-02 Arkiveret 10. november 2013 hos Wayback Machine  |
| 31  | juni 1944         | Rival Boatmen                           | 10      | Anders And                       | Carl Barks                 | Carl Barks                           | W WDC 45-02 Arkiveret 10. november 2013 hos Wayback Machine  |
| 32  | juli 1944         | Camera Crazy                            | 10      | Anders And                       | Carl Barks                 | Carl Barks                           | W WDC 46-02 Arkiveret 10. november 2013 hos Wayback Machine  |
| 33  | august 1944       | Farragut the Falcon                     | 10      | Anders And                       | Carl Barks                 | Carl Barks                           | W WDC 47-02 Arkiveret 10. november 2013 hos Wayback Machine  |
| 34  | september 1944    | The Purloined Putty                     | 10      | Anders And                       | Carl Barks                 | Carl Barks                           | W WDC 48-02 Arkiveret 10. november 2013 hos Wayback Machine  |
| 35  | oktober 1944      | High-wire Daredevils                    | 10      | Anders And                       | Carl Barks                 | Carl Barks                           | W WDC 49-02 Arkiveret 22. oktober 2013 hos Wayback Machine   |
| 36  | november 1944     | Ten Cents' Worth of Trouble             | 10      | Anders And                       | Carl Barks                 | Carl Barks                           | W WDC 50-02 Arkiveret 10. november 2013 hos Wayback Machine  |
| 37  | december 1944     | Donald's Bay Lot                        | 10      | Anders And                       | Carl Barks                 | Carl Barks                           | W WDC 51-02 Arkiveret 10. november 2013 hos Wayback Machine  |
| 38  | januar 1945       | Frozen Gold                             | 24      | Anders And                       | Carl Barks                 | Carl Barks                           | W OS 62-02 Arkiveret 10. november 2013 hos Wayback Machine   |
| 39  | januar 1945       | Mystery of the Swamp                    | 24      | Anders And                       | Carl Barks                 | Carl Barks                           | W OS 62-03 Arkiveret 10. november 2013 hos Wayback Machine   |
| 40  | januar 1945       | Thievery Afoot                          | 10      | Anders And                       | Carl Barks                 | Carl Barks                           | W WDC 52-02 Arkiveret 10. november 2013 hos Wayback Machine  |
| 41  | februar 1945      | The Tramp Steamer                       | 10      | Anders And                       | Carl Barks                 | Carl Barks                           | W WDC 53-02 Arkiveret 10. november 2013 hos Wayback Machine  |
| 42  | marts 1945        | The Long Race to Pumpkinburg            | 10      | Anders And                       | Carl Barks                 | Carl Barks                           | W WDC 54-02 Arkiveret 10. november 2013 hos Wayback Machine  |
| 43  | april 1945        | Webfooted Wrangler                      | 10      | Anders And                       | Carl Barks                 | Carl Barks                           | W WDC 55-02 Arkiveret 10. november 2013 hos Wayback Machine  |
| 44  | maj 1945          | The Icebox Robber                       | 10      | Anders And                       | Carl Barks                 | Carl Barks                           | W WDC 56-02 Arkiveret 10. november 2013 hos Wayback Machine  |
| 45  | juni 1945         | Pecking Order                           | 10      | Anders And                       | Carl Barks                 | Carl Barks                           | W WDC 57-02 Arkiveret 10. november 2013 hos Wayback Machine  |
| 46  | juli 1945         | Taming the Rapids                       | 8       | Anders And                       | Carl Barks                 | Carl Barks                           | W WDC 58-02 Arkiveret 10. november 2013 hos Wayback Machine  |
| 47  | august 1945       | The Riddle of the Red Hat               | 11      | Mickey Mouse                     | Carl Barks                 | Carl Barks                           | W OS 79-01 Arkiveret 10. november 2013 hos Wayback Machine   |
| 48  | august 1945       | Days at the Lazy K                      | 8       | Anders And                       | Carl Barks                 | Carl Barks                           | W WDC 59-01 Arkiveret 10. november 2013 hos Wayback Machine  |
| 49  | september 1945    | Eyes in the Dark                        | 10      | Anders And                       | Carl Barks                 | Carl Barks                           | W WDC 60-02 Arkiveret 10. november 2013 hos Wayback Machine  |
| 50  | oktober 1945      | Thug Busters                            | 8       | Anders And                       | Carl Barks                 | Carl Barks                           | W WDC 61-02 Arkiveret 10. november 2013 hos Wayback Machine  |
| 51  | november 1945     | The Great Ski Race                      | 10      | Anders And                       | Carl Barks                 | Carl Barks                           | W WDC 62-02 Arkiveret 10. november 2013 hos Wayback Machine  |
| 52  | december 1945     | Best Christmas                          | 8       | Anders And                       | Carl Barks                 | Carl Barks                           | W FGW 45-01 Arkiveret 10. november 2013 hos Wayback Machine  |
| 53  | december 1945     | Ten-Dollar Dither                       | 10      | Anders And                       | Carl Barks                 | Carl Barks                           | W WDC 63-02 Arkiveret 10. november 2013 hos Wayback Machine  |
| 54  | januar 1946       | The Terror of the River!!               | 28      | Anders And                       | Carl Barks                 | Carl Barks                           | W OS 108-01 Arkiveret 10. november 2013 hos Wayback Machine  |
| 55  | januar 1946       | The Firebug                             | 13      | Anders And                       | Carl Barks, Dan Noonan (?) | Carl Barks                           | W OS 108-02 Arkiveret 10. november 2013 hos Wayback Machine  |
| 56  | januar 1946       | Seals Are So Smart!                     | 10      | Anders And                       | Carl Barks                 | Carl Barks                           | W OS 108-03 Arkiveret 10. november 2013 hos Wayback Machine  |
| 57  | januar 1946       | Donald Tames His Temper                 | 10      | Anders And                       | Carl Barks                 | Carl Barks                           | W WDC 64-02 Arkiveret 10. november 2013 hos Wayback Machine  |
| 58  | februar 1946      | Singapore Joe                           | 10      | Anders And                       | Carl Barks                 | Carl Barks                           | W WDC 65-02 Arkiveret 10. november 2013 hos Wayback Machine  |
| 59  | marts 1946        | Master Ice-Fisher                       | 10      | Anders And                       | Carl Barks                 | Carl Barks                           | W WDC 66-02 Arkiveret 10. november 2013 hos Wayback Machine  |
| 60  | april 1946        | Jet Rescue                              | 10      | Anders And                       | Carl Barks                 | Carl Barks                           | W WDC 67-02 Arkiveret 10. november 2013 hos Wayback Machine  |
| 61  | maj 1946          | Donald's Monster Kite                   | 10      | Anders And                       | Carl Barks                 | Carl Barks                           | W WDC 68-02 Arkiveret 10. november 2013 hos Wayback Machine  |
| 62  | juni 1946         | Biceps Blues                            | 10      | Anders And                       | Carl Barks                 | Carl Barks                           | W WDC 69-02 Arkiveret 10. november 2013 hos Wayback Machine  |
| 63  | juli 1946         | The Smugsnorkle Squattie                | 10      | Anders And                       | Carl Barks                 | Carl Barks                           | W WDC 70-02 Arkiveret 10. november 2013 hos Wayback Machine  |
| 64  | august 1946       | Swimming Swindlers                      | 10      | Anders And                       | Carl Barks                 | Carl Barks                           | W WDC 71-02 Arkiveret 10. november 2013 hos Wayback Machine  |
| 65  | september 1946    | Playin' Hookey                          | 10      | Anders And                       | Carl Barks                 | Carl Barks                           | W WDC 72-02 Arkiveret 10. november 2013 hos Wayback Machine  |
| 66  | oktober 1946      | The Gold-Finder                         | 10      | Anders And                       | Carl Barks                 | Carl Barks                           | W WDC 73-02 Arkiveret 10. november 2013 hos Wayback Machine  |
| 67  | november 1946     | The Tax-Collectors                      | 10      | Anders And                       | Carl Barks                 | Carl Barks                           | W WDC 74-01 Arkiveret 10. november 2013 hos Wayback Machine  |
| 68  | december 1946     | Santa's Stormy Visit                    | 8       | Anders And                       | Carl Barks                 | Carl Barks                           | W FGW 46-01 Arkiveret 10. november 2013 hos Wayback Machine  |
| 69  | december 1946     | Turkey Trouble                          | 10      | Anders And                       | Carl Barks                 | Carl Barks                           | W WDC 75-01 Arkiveret 10. november 2013 hos Wayback Machine  |
| 70  | 1947              | Donald Duck's Atom Bomb                 | 30      | Anders And                       | Carl Barks                 | Carl Barks                           | W CGW Y 1-01 Arkiveret 10. november 2013 hos Wayback Machine |
| 71  | 1947              | Maharajah Donald                        | 28      | Anders And                       | Carl Barks                 | Carl Barks                           | W MOC 4-01 Arkiveret 10. november 2013 hos Wayback Machine   |
| 72  | 1947              | The Peaceful Hills                      | 2       | Anders And                       | Carl Barks                 | Carl Barks                           | W MOC 4-02 Arkiveret 10. november 2013 hos Wayback Machine   |
| 73  | januar 1947       | The Cantankerous Cat                    | 10      | Anders And                       | Carl Barks                 | Carl Barks                           | W WDC 76-02 Arkiveret 10. november 2013 hos Wayback Machine  |
| 74  | februar 1947      | Going Buggy                             | 10      | Anders And                       | Carl Barks                 | Carl Barks                           | W WDC 77-02 Arkiveret 10. november 2013 hos Wayback Machine  |
| 75  | marts 1947        | Jam Robbers                             | 10      | Anders And                       | Carl Barks                 | Carl Barks                           | W WDC 78-02 Arkiveret 10. november 2013 hos Wayback Machine  |
| 76  | april 1947        | Picnic Tricks                           | 10      | Anders And                       | Carl Barks                 | Carl Barks                           | W WDC 79-02 Arkiveret 10. november 2013 hos Wayback Machine  |
| 77  | maj 1947          | If the Hat Fits                         | 1       | Anders And                       | Carl Barks                 | Carl Barks                           | W OS 147-01 Arkiveret 10. november 2013 hos Wayback Machine  |
| 78  | maj 1947          | Volcano Valley                          | 30      | Anders And                       | Carl Barks                 | Carl Barks                           | W OS 147-02 Arkiveret 10. november 2013 hos Wayback Machine  |
| 79  | maj 1947          | Donald's Posy Patch                     | 10      | Anders And                       | Carl Barks                 | Carl Barks                           | W WDC 80-02 Arkiveret 10. november 2013 hos Wayback Machine  |
| 80  | juni 1947         | Donald Mines His Own Business           | 10      | Anders And                       | Carl Barks                 | Carl Barks                           | W WDC 81-02 Arkiveret 10. november 2013 hos Wayback Machine  |
| 81  | juli 1947         | Magical Misery                          | 10      | Anders And                       | Carl Barks                 | Carl Barks                           | W WDC 82-02 Arkiveret 10. november 2013 hos Wayback Machine  |
| 82  | august 1947       | The Ghost of the Grotto                 | 26      | Anders And                       | Carl Barks                 | Carl Barks                           | W OS 159-01 Arkiveret 10. november 2013 hos Wayback Machine  |
| 83  | august 1947       | Adventure Down Under                    | 25      | Anders And                       | Carl Barks                 | Carl Barks                           | W OS 159-02 Arkiveret 10. november 2013 hos Wayback Machine  |
| 84  | august 1947       | Vacation Time                           | 10      | Anders And                       | Carl Barks                 | Carl Barks                           | W WDC 83-02 Arkiveret 10. november 2013 hos Wayback Machine  |
| 85  | september 1947    | The Waltz King                          | 10      | Anders And                       | Carl Barks                 | Carl Barks                           | W WDC 84-02 Arkiveret 10. november 2013 hos Wayback Machine  |
| 86  | oktober 1947      | The Masters of Melody                   | 10      | Anders And                       | Carl Barks                 | Carl Barks                           | W WDC 85-02 Arkiveret 10. november 2013 hos Wayback Machine  |
| 87  | november 1947     | Fireman Donald                          | 10      | Anders And                       | Carl Barks                 | Carl Barks                           | W WDC 86-02 Arkiveret 10. november 2013 hos Wayback Machine  |
| 88  | december 1947     | Three Good Little Ducks                 | 8       | Anders And                       | Carl Barks                 | Carl Barks                           | W FGW 47-01 Arkiveret 10. november 2013 hos Wayback Machine  |
| 89  | december 1947     | Fashion in Flight                       | 1       | Anders And                       | Carl Barks                 | Carl Barks                           | W OS 178-01 Arkiveret 22. oktober 2013 hos Wayback Machine   |
| 90  | december 1947     | Christmas on Bear Mountain              | 20      | Anders And                       | Carl Barks                 | Carl Barks                           | W OS 178-02 Arkiveret 21. oktober 2013 hos Wayback Machine   |
| 91  | december 1947     | Turn for the Worse                      | 1       | Anders And                       | Carl Barks                 | Carl Barks                           | W OS 178-04 Arkiveret 10. november 2013 hos Wayback Machine  |
| 92  | december 1947     | Machine Mix-Up                          | 1       | Anders And                       | Carl Barks                 | Carl Barks                           | W OS 178-05 Arkiveret 10. november 2013 hos Wayback Machine  |
| 93  | december 1947     | The Terrible Turkey                     | 10      | Anders And                       | Carl Barks                 | Carl Barks                           | W WDC 87-02 Arkiveret 10. november 2013 hos Wayback Machine  |
| 94  | 1948              | In Darkest Africa                       | 22      | Anders And                       | Carl Barks                 | Carl Barks                           | W MOC 20-01 Arkiveret 10. november 2013 hos Wayback Machine  |
| 95  | januar 1948       | Wintertime Wager                        | 10      | Anders And                       | Carl Barks                 | Carl Barks                           | W WDC 88-02 Arkiveret 10. november 2013 hos Wayback Machine  |
| 96  | februar 1948      | Watching the Watchman                   | 10      | Anders And                       | Carl Barks                 | Carl Barks                           | W WDC 89-02 Arkiveret 10. november 2013 hos Wayback Machine  |
| 97  | marts 1948        | Wired                                   | 10      | Anders And                       | Carl Barks                 | Carl Barks                           | W WDC 90-02 Arkiveret 10. november 2013 hos Wayback Machine  |
| 98  | april 1948        | Going Ape                               | 10      | Anders And                       | Carl Barks                 | Carl Barks                           | W WDC 91-02 Arkiveret 10. november 2013 hos Wayback Machine  |
| 99  | maj 1948          | Spoil the Rod                           | 10      | Anders And                       | Carl Barks                 | Carl Barks                           | W WDC 92-02 Arkiveret 10. november 2013 hos Wayback Machine  |
| 100 | juni 1948         | Bird Watching                           | 1       | Anders And                       | Carl Barks                 | Carl Barks                           | W OS 189-01 Arkiveret 10. november 2013 hos Wayback Machine  |
| 101 | juni 1948         | The Old Castle's Secret                 | 32      | Anders And                       | Carl Barks                 | Carl Barks                           | W OS 189-02 Arkiveret 19. november 2015 hos Wayback Machine  |
| 102 | juni 1948         | Horseshoe Luck                          | 1       | Anders And                       | Carl Barks                 | Carl Barks                           | W OS 189-03 Arkiveret 10. november 2013 hos Wayback Machine  |
| 103 | juni 1948         | Bean Taken                              | 1       | Anders And                       | Carl Barks                 | Carl Barks                           | W OS 189-04 Arkiveret 10. november 2013 hos Wayback Machine  |
| 104 | juni 1948         | Rocket Race to the Moon                 | 10      | Anders And                       | Carl Barks                 | Carl Barks                           | W WDC 93-02 Arkiveret 10. november 2013 hos Wayback Machine  |
| 105 | juli 1948         | Donald of the Coast Guard               | 10      | Anders And                       | Carl Barks                 | Carl Barks                           | W WDC 94-02 Arkiveret 10. november 2013 hos Wayback Machine  |
| 106 | august 1948       | Gladstone Returns                       | 10      | Anders And                       | Carl Barks                 | Carl Barks                           | W WDC 95-02 Arkiveret 10. november 2013 hos Wayback Machine  |
| 107 | september 1948    | Links Hijinks                           | 10      | Anders And                       | Carl Barks                 | Carl Barks                           | W WDC 96-02 Arkiveret 10. november 2013 hos Wayback Machine  |
| 108 | oktober 1948      | Sorry to be Safe                        | 1       | Anders And                       | Carl Barks                 | Carl Barks                           | W OS 199-01 Arkiveret 10. november 2013 hos Wayback Machine  |
| 109 | oktober 1948      | Sheriff of Bullet Valley                | 32      | Anders And                       | Carl Barks                 | Carl Barks                           | W OS 199-02 Arkiveret 10. november 2013 hos Wayback Machine  |
| 110 | oktober 1948      | Best Laid Plans                         | 1       | Anders And                       | Carl Barks                 | Carl Barks                           | W OS 199-03 Arkiveret 10. november 2013 hos Wayback Machine  |
| 111 | oktober 1948      | The Genuine Article                     | 1       | Anders And                       | Carl Barks                 | Carl Barks                           | W OS 199-04 Arkiveret 29. oktober 2013 hos Wayback Machine   |
| 112 | oktober 1948      | Pearls of Wisdom                        | 10      | Anders And                       | Carl Barks                 | Carl Barks                           | W WDC 97-02 Arkiveret 10. november 2013 hos Wayback Machine  |
| 113 | november 1948     | Foxy Relations                          | 10      | Anders And                       | Carl Barks                 | Carl Barks                           | W WDC 98-02 Arkiveret 10. november 2013 hos Wayback Machine  |
| 114 | december 1948     | Toyland                                 | 8       | Anders And                       | Carl Barks                 | Carl Barks (omskrivning)             | W FGW 48-01 Arkiveret 29. oktober 2013 hos Wayback Machine   |
| 115 | december 1948     | Jumping to Conclusions                  | 1       | Anders And                       | Carl Barks                 | Carl Barks                           | W OS 203-01 Arkiveret 29. oktober 2013 hos Wayback Machine   |
| 116 | december 1948     | The Golden Christmas Tree               | 20      | Anders And                       | Carl Barks                 | Carl Barks                           | W OS 203-02 Arkiveret 29. oktober 2013 hos Wayback Machine   |
| 117 | december 1948     | The True Test                           | 1       | Anders And                       | Carl Barks                 | Carl Barks                           | W OS 203-04 Arkiveret 29. oktober 2013 hos Wayback Machine   |
| 118 | december 1948     | Ornaments on the Way                    | 1       | Anders And                       | Carl Barks                 | Carl Barks                           | W OS 203-05 Arkiveret 29. oktober 2013 hos Wayback Machine   |
| 119 | december 1948     | The Crazy Quiz Show                     | 10      | Anders And                       | Carl Barks                 | Carl Barks (omskrivning)             | W WDC 99-02 Arkiveret 10. november 2013 hos Wayback Machine  |
| 120 | 1949              | Race to the South Seas                  | 22      | Anders And                       | Carl Barks                 | Carl Barks                           | W MOC 41-01 Arkiveret 29. oktober 2013 hos Wayback Machine   |
| 121 | januar 1949       | Truant Officer Donald                   | 10      | Anders And                       | Carl Barks                 | Carl Barks                           | W WDC 100-02 Arkiveret 10. november 2013 hos Wayback Machine |
| 122 | februar 1949      | DD's Worst Nightmare                    | 10      | Anders And                       | Carl Barks                 | Carl Barks                           | W WDC 101-02 Arkiveret 10. november 2013 hos Wayback Machine |
| 123 | marts 1949        | Pizen Spring Dude Ranch                 | 10      | Anders And                       | Carl Barks                 | Carl Barks (omskrivning)             | W WDC 102-02 Arkiveret 10. november 2013 hos Wayback Machine |
| 124 | april 1949        | Too Fit to Fit                          | 1       | Anders And                       | Carl Barks                 | Carl Barks                           | W OS 223-01 Arkiveret 10. november 2013 hos Wayback Machine  |
| 125 | april 1949        | Lost in the Andes!                      | 32      | Anders And                       | Carl Barks                 | Carl Barks                           | W OS 223-02 Arkiveret 10. november 2013 hos Wayback Machine  |
| 126 | april 1949        | Tunnel Vision                           | 1       | Anders And                       | Carl Barks                 | Carl Barks                           | W OS 223-03 Arkiveret 10. november 2013 hos Wayback Machine  |
| 127 | april 1949        | Sleepy Sitters                          | 1       | Anders And                       | Carl Barks                 | Carl Barks                           | W OS 223-04 Arkiveret 10. november 2013 hos Wayback Machine  |
| 128 | april 1949        | Rival Beachcombers                      | 10      | Anders And                       | Carl Barks                 | Carl Barks                           | W WDC 103-02 Arkiveret 10. november 2013 hos Wayback Machine |
| 129 | maj 1949          | The Sunken Yacht                        | 10      | Anders And                       | Carl Barks                 | Carl Barks                           | W WDC 104-02 Arkiveret 29. oktober 2013 hos Wayback Machine  |
| 130 | juni 1949         | Managing the Echo System                | 10      | Anders And                       | Carl Barks                 | Carl Barks                           | W WDC 105-02 Arkiveret 10. november 2013 hos Wayback Machine |
| 131 | juli 1949         | Plenty of Pets                          | 10      | Anders And                       | Carl Barks                 | Carl Barks                           | W WDC 106-02 Arkiveret 10. november 2013 hos Wayback Machine |
| 132 | august 1949       | Slippery Shine                          | 1       | Anders And                       | Carl Barks                 | (?)                                  | W OS 238-01 Arkiveret 10. november 2013 hos Wayback Machine  |
| 133 | august 1949       | Voodoo Hoodoo                           | 32      | Anders And                       | Carl Barks                 | Carl Barks                           | W OS 238-02 Arkiveret 10. november 2013 hos Wayback Machine  |
| 134 | august 1949       | Fractious Fun                           | 1       | Anders And                       | Carl Barks                 | (?)                                  | W OS 238-03 Arkiveret 10. november 2013 hos Wayback Machine  |
| 135 | august 1949       | King-Size Cone                          | 1       | Anders And                       | Carl Barks                 | (?)                                  | W OS 238-04 Arkiveret 10. november 2013 hos Wayback Machine  |
| 136 | august 1949       | Super Snooper                           | 10      | Anders And                       | Carl Barks                 | Carl Barks                           | W WDC 107-02 Arkiveret 10. november 2013 hos Wayback Machine |
| 137 | september 1949    | The Great Duckburg Frog-Jumping Contest | 10      | Anders And                       | Carl Barks                 | Carl Barks                           | W WDC 108-02 Arkiveret 10. november 2013 hos Wayback Machine |
| 138 | oktober 1949      | Dowsing Ducks                           | 10      | Anders And                       | Carl Barks                 | Carl Barks                           | W WDC 109-02 Arkiveret 10. november 2013 hos Wayback Machine |
| 139 | november 1949     | Letter to Santa                         | 24      | Anders And                       | Carl Barks                 | Carl Barks                           | W CP 1-01 Arkiveret 10. november 2013 hos Wayback Machine    |
| 140 | november 1949     | No Noise is Good Noise                  | 1       | Anders And                       | Carl Barks                 | Carl Barks                           | W CP 1-13 Arkiveret 10. november 2013 hos Wayback Machine    |
| 141 | november 1949     | The Goldilocks Gambit                   | 10      | Anders And                       | Carl Barks                 | Carl Barks                           | W WDC 110-02 Arkiveret 10. november 2013 hos Wayback Machine |
| 142 | december 1949     | New Toys                                | 8       | Anders And                       | Carl Barks                 | Carl Barks                           | W FGW 49-01 Arkiveret 10. november 2013 hos Wayback Machine  |
| 143 | december 1949     | Toasty Toys                             | 1       | Anders And                       | Carl Barks                 | (?)                                  | W OS 256-01 Arkiveret 10. november 2013 hos Wayback Machine  |
| 144 | december 1949     | Luck of the North                       | 32      | Anders And                       | Carl Barks                 | Carl Barks                           | W OS 256-02 Arkiveret 10. november 2013 hos Wayback Machine  |
| 145 | december 1949     | No Place to Hide                        | 1       | Anders And                       | Carl Barks                 | (?)                                  | W OS 256-03 Arkiveret 10. november 2013 hos Wayback Machine  |
| 146 | december 1949     | Tied-Down Tools                         | 1       | Anders And                       | Carl Barks                 | (?)                                  | W OS 256-04 Arkiveret 10. november 2013 hos Wayback Machine  |
| 147 | december 1949     | Donald's Love Letters                   | 10      | Anders And                       | Carl Barks                 | Carl Barks                           | W WDC 111-02 Arkiveret 10. november 2013 hos Wayback Machine |
| 148 | januar 1950       | Rip Van Donald                          | 10      | Anders And                       | Carl Barks                 | Carl Barks                           | W WDC 112-02 Arkiveret 10. november 2013 hos Wayback Machine |
| 149 | februar 1950      | Noise Nullifier                         | 1       | Anders And                       | Carl Barks                 | (?)                                  | W OS 263-01 Arkiveret 10. november 2013 hos Wayback Machine  |
| 150 | februar 1950      | Land of the Totem Poles                 | 24      | Anders And                       | Carl Barks                 | Carl Barks                           | W OS 263-02 Arkiveret 10. november 2013 hos Wayback Machine  |
| 151 | februar 1950      | Trail of the Unicorn                    | 24      | Anders And                       | Carl Barks                 | Carl Barks                           | W OS 263-03 Arkiveret 10. november 2013 hos Wayback Machine  |
| 152 | februar 1950      | Matinee Madness                         | 1       | Anders And                       | Carl Barks                 | (?)                                  | W OS 263-04 Arkiveret 10. november 2013 hos Wayback Machine  |
| 153 | februar 1950      | A Fetching Price                        | 1       | Anders And                       | Carl Barks                 | (?)                                  | W OS 263-05 Arkiveret 10. november 2013 hos Wayback Machine  |
| 154 | marts 1950        | Serum to Codfish Cove                   | 10      | Anders And                       | Carl Barks                 | Carl Barks                           | W WDC 114-02 Arkiveret 10. november 2013 hos Wayback Machine |
| 155 | maj 1950          | In Ancient Persia                       | 24      | Anders And                       | Carl Barks                 | Carl Barks                           | W OS 275-02 Arkiveret 10. november 2013 hos Wayback Machine  |
| 156 | juni 1950         | Wild About Flowers                      | 10      | Anders And                       | Carl Barks                 | Carl Barks                           | W WDC 117-02 Arkiveret 10. november 2013 hos Wayback Machine |
| 157 | juli 1950         | The Pixilated Parrot                    | 22      | Anders And                       | Carl Barks                 | Carl Barks                           | W OS 282-02 Arkiveret 10. november 2013 hos Wayback Machine  |
| 158 | juli 1950         | Vacation Time                           | 33      | Anders And                       | Carl Barks                 | Carl Barks                           | W VP 1-01 Arkiveret 10. november 2013 hos Wayback Machine    |
| 159 | juli 1950         | Camp Counselor                          | 8       | Anders And                       | Carl Barks                 | (?)                                  | W VP 1-08 Arkiveret 10. november 2013 hos Wayback Machine    |
| 160 | juli 1950         | Donald's Grandma Duck                   | 14      | Bedstemor And                    | Carl Barks                 | (?)                                  | W VP 1-09 Arkiveret 10. november 2013 hos Wayback Machine    |
| 161 | september 1950    | The Magic Hourglass                     | 28      | Anders And                       | Carl Barks                 | Carl Barks                           | W OS 291-02 Arkiveret 10. november 2013 hos Wayback Machine  |
| 162 | november 1950     | You Can't Guess                         | 25      | Anders And                       | Carl Barks                 | Carl Barks                           | W CP 2-01 Arkiveret 10. november 2013 hos Wayback Machine    |
| 163 | november 1950     | Big-Top Bedlam                          | 28      | Anders And                       | Carl Barks                 | Carl Barks                           | W OS 300-02 Arkiveret 30. oktober 2013 hos Wayback Machine   |
| 164 | januar 1951       | Dangerous Disguise                      | 28      | Anders And                       | Carl Barks                 | Carl Barks                           | W OS 308-02 Arkiveret 30. november 2013 hos Wayback Machine  |
| 165 | januar 1951       | Billions to Sneeze At                   | 10      | Anders And                       | Carl Barks                 | Carl Barks                           | W WDC 124-02 Arkiveret 10. november 2013 hos Wayback Machine |
| 166 | februar 1951      | Operation St. Bernard                   | 10      | Anders And                       | Carl Barks                 | Carl Barks                           | W WDC 125-02 Arkiveret 10. november 2013 hos Wayback Machine |
| 167 | marts 1951        | No Such Varmint                         | 28      | Anders And                       | Carl Barks                 | Carl Barks                           | W OS 318-02 Arkiveret 10. november 2013 hos Wayback Machine  |
| 168 | marts 1951        | A Financial Fable                       | 10      | Anders And                       | Carl Barks                 | Carl Barks                           | W WDC 126-02 Arkiveret 10. november 2013 hos Wayback Machine |
| 169 | april 1951        | The April Foolers                       | 10      | Anders And                       | Carl Barks                 | Carl Barks                           | W WDC 127-02 Arkiveret 10. november 2013 hos Wayback Machine |
| 170 | maj 1951          | In Old California!                      | 28      | Anders And                       | Carl Barks                 | Carl Barks                           | W OS 328-02 Arkiveret 10. november 2013 hos Wayback Machine  |
| 171 | maj 1951          | Knightly Rivals                         | 10      | Anders And                       | Carl Barks                 | Carl Barks                           | W WDC 128-02 Arkiveret 10. november 2013 hos Wayback Machine |
| 172 | juni 1951         | Pool Sharks                             | 10      | Anders And                       | Carl Barks                 | Carl Barks                           | W WDC 129-02 Arkiveret 10. november 2013 hos Wayback Machine |
| 173 | juli 1951         | The Trouble With Dimes                  | 10      | Anders And                       | Carl Barks                 | Carl Barks                           | W WDC 130-02 Arkiveret 10. november 2013 hos Wayback Machine |
| 174 | august 1951       | Gladstone's Luck                        | 10      | Anders And                       | Carl Barks                 | Carl Barks                           | W WDC 131-02 Arkiveret 10. november 2013 hos Wayback Machine |
| 175 | september 1951    | Ten-Star Generals                       | 10      | Anders And                       | Carl Barks                 | Carl Barks                           | W WDC 132-02 Arkiveret 10. november 2013 hos Wayback Machine |
| 176 | september 1951    | Attic Antics                            | 10      | Bedstemor And                    | Carl Barks                 | (?)                                  | W WDC 132-04 Arkiveret 10. november 2013 hos Wayback Machine |
| 177 | oktober 1951      | The Truant Nephews                      | 10      | Anders And                       | Carl Barks                 | Carl Barks                           | W WDC 133-02 Arkiveret 10. november 2013 hos Wayback Machine |
| 178 | november 1951     | Untitled (Talking Parrot)               | 1       | Anders And                       | Frank McSavage             | Carl Barks (?)                       | W OS 356-05 Arkiveret 10. november 2013 hos Wayback Machine  |
| 179 | november 1951     | Terror of the Beagle Boys               | 10      | Anders And                       | Carl Barks                 | Carl Barks                           | W WDC 134-02 Arkiveret 10. november 2013 hos Wayback Machine |
| 180 | december 1951     | The Big Bin on Killmotor Hill           | 10      | Anders And                       | Carl Barks                 | Carl Barks                           | W WDC 135-02 Arkiveret 10. november 2013 hos Wayback Machine |
| 181 | januar 1952       | Treeing Off                             | 1       | Anders And                       | Carl Barks                 | (?)                                  | W OS 367-01 Arkiveret 10. november 2013 hos Wayback Machine  |
| 182 | januar 1952       | Projecting Desires                      | 1       | Anders And                       | Carl Barks                 | (?)                                  | W OS 367-04 Arkiveret 10. november 2013 hos Wayback Machine  |
| 183 | januar 1952       | A Christmas for Shacktown               | 32      | Anders And                       | Carl Barks                 | Carl Barks                           | W OS 367-02 Arkiveret 10. november 2013 hos Wayback Machine  |
| 184 | januar 1952       | Gladstone's Usual Very Good Year        | 10      | Anders And                       | Carl Barks                 | Carl Barks                           | W WDC 136-02 Arkiveret 10. november 2013 hos Wayback Machine |
| 185 | januar 1952       | Christmas Kiss                          | 1       | Anders And                       | Carl Barks                 | (?)                                  | W OS 367-03 Arkiveret 10. november 2013 hos Wayback Machine  |
| 186 | februar 1952      | The Screaming Cowboy                    | 10      | Anders And                       | Carl Barks                 | Carl Barks                           | W WDC 137-02 Arkiveret 10. november 2013 hos Wayback Machine |
| 187 | marts 1952        | Osogood Silver polish                   | 1       | Onkel Joakim                     | Carl Barks                 | Carl Barks                           | W OS 386-01 Arkiveret 10. november 2013 hos Wayback Machine  |
| 188 | marts 1952        | Soupline Eight                          | 1       | Onkel Joakim                     | Carl Barks                 | Carl Barks                           | W OS 386-04 Arkiveret 10. november 2013 hos Wayback Machine  |
| 189 | marts 1952        | Statuesque Spendthrifts                 | 10      | Anders And                       | Carl Barks                 | Carl Barks                           | W WDC 138-02 Arkiveret 10. november 2013 hos Wayback Machine |
| 190 | marts 1952        | Only a Poor Old Man                     | 32      | Onkel Joakim                     | Carl Barks                 | Carl Barks                           | W OS 386-02 Arkiveret 10. november 2013 hos Wayback Machine  |
| 191 | marts 1952        | Coffee for Two                          | 1       | Onkel Joakim                     | Carl Barks                 | Carl Barks                           | W OS 386-03 Arkiveret 10. november 2013 hos Wayback Machine  |
| 192 | april 1952        | Rocket Wing Saves the Day               | 10      | Anders And                       | Carl Barks                 | Carl Barks                           | W WDC 139-02 Arkiveret 10. november 2013 hos Wayback Machine |
| 193 | maj 1952          | Gladstone's Terrible Secret             | 10      | Anders And                       | Carl Barks                 | Carl Barks                           | W WDC 140-02 Arkiveret 10. november 2013 hos Wayback Machine |
| 194 | juni 1952         | The Think Box Bollix                    | 10      | Anders And                       | Carl Barks                 | Carl Barks                           | W WDC 141-02 Arkiveret 10. november 2013 hos Wayback Machine |
| 195 | juli 1952         | Full-Service Windows                    | 1       | Anders And                       | Carl Barks                 | (?)                                  | W OS 408-01 Arkiveret 10. november 2013 hos Wayback Machine  |
| 196 | juli 1952         | Houseboat Holiday                       | 10      | Anders And                       | Carl Barks                 | Carl Barks                           | W WDC 142-02 Arkiveret 10. november 2013 hos Wayback Machine |
| 197 | juli 1952         | Awash in Success                        | 1       | Rip, Rap og Rup                  | Carl Barks                 | (?)                                  | W OS 408-04 Arkiveret 10. november 2013 hos Wayback Machine  |
| 198 | juli 1952         | The Golden Helmet                       | 32      | Anders And                       | Carl Barks                 | Carl Barks                           | W OS 408-02 Arkiveret 30. oktober 2013 hos Wayback Machine   |
| 199 | juli 1952         | Rigged-Up Roller                        | 1       | Anders And                       | Carl Barks                 | (?)                                  | W OS 408-03 Arkiveret 10. november 2013 hos Wayback Machine  |
| 200 | august 1952       | Gemstone Hunters                        | 10      | Anders And                       | Carl Barks                 | Carl Barks                           | W WDC 143-01 Arkiveret 10. november 2013 hos Wayback Machine |
| 201 | september 1952    | Crafty Corner                           | 1       | Anders And                       | Carl Barks                 | Carl Barks                           | W OS 422-04 Arkiveret 10. november 2013 hos Wayback Machine  |
| 202 | september 1952    | The Gilded Man                          | 32      | Anders And                       | Carl Barks                 | Carl Barks                           | W OS 422-02 Arkiveret 30. november 2013 hos Wayback Machine  |
| 203 | september 1952    | Spending Money                          | 10      | Anders And                       | Carl Barks                 | Carl Barks                           | W WDC 144-01 Arkiveret 10. november 2013 hos Wayback Machine |
| 204 | september 1952    | Armored Rescue                          | 1       | Anders And                       | Carl Barks                 | Carl Barks                           | W OS 422-03 Arkiveret 10. november 2013 hos Wayback Machine  |
| 205 | september 1952    | Stable Prices                           | 1       | Anders And                       | Carl Barks                 | Carl Barks                           | W OS 422-01 Arkiveret 10. november 2013 hos Wayback Machine  |
| 206 | oktober 1952      | The Hypno-Gun                           | 10      | Anders And                       | Carl Barks                 | Carl Barks                           | W WDC 145-01 Arkiveret 10. november 2013 hos Wayback Machine |
| 207 | november 1952     | A Prank Above                           | 1       | Anders And                       | Carl Barks                 | Carl Barks                           | W DD 26-01 Arkiveret 10. november 2013 hos Wayback Machine   |
| 208 | november 1952     | Omelet                                  | 10      | Anders And                       | Carl Barks                 | Carl Barks                           | W WDC 146-01 Arkiveret 10. november 2013 hos Wayback Machine |
| 209 | november 1952     | Frightful Face                          | 1       | Anders And                       | Carl Barks                 | Carl Barks                           | W DD 26-04 Arkiveret 10. november 2013 hos Wayback Machine   |
| 210 | november 1952     | Trick or Treat                          | 23      | Anders And                       | Carl Barks                 | Carl Barks                           | W DD 26-02 Arkiveret 10. november 2013 hos Wayback Machine   |
| 211 | november 1952     | Hobblin' Goblins                        | 9       | Anders And                       | Carl Barks                 | Carl Barks                           | W DD 26-03 Arkiveret 10. november 2013 hos Wayback Machine   |
| 212 | december 1952     | A Charitable Chore                      | 10      | Anders And                       | Carl Barks                 | Carl Barks                           | W WDC 147-01 Arkiveret 10. november 2013 hos Wayback Machine |
| 213 | januar 1953       | Turkey with All the Schemings           | 10      | Anders And                       | Carl Barks                 | Carl Barks                           | W WDC 148-01 Arkiveret 10. november 2013 hos Wayback Machine |
| 214 | februar 1953      | Flip Decision                           | 10      | Anders And                       | Carl Barks                 | Carl Barks                           | W WDC 149-01 Arkiveret 10. november 2013 hos Wayback Machine |
| 215 | marts 1953        | Fare Delay                              | 1       | Onkel Joakim                     | Carl Barks                 | Carl Barks                           | W OS 456-01 Arkiveret 10. november 2013 hos Wayback Machine  |
| 216 | marts 1953        | The Money Ladder                        | 1       | Onkel Joakim                     | Carl Barks                 | Carl Barks                           | W OS 456-04 Arkiveret 10. november 2013 hos Wayback Machine  |
| 217 | marts 1953        | Back to the Klondike                    | 27      | Onkel Joakim                     | Carl Barks                 | Carl Barks                           | W OS 456-02 Arkiveret 6. november 2015 hos Wayback Machine   |
| 218 | marts 1953        | The Checker Game                        | 1       | Onkel Joakim                     | Carl Barks                 | Carl Barks                           | W OS 456-05 Arkiveret 10. november 2013 hos Wayback Machine  |
| 219 | marts 1953        | Somethin' Fishy Here                    | 5       | Onkel Joakim                     | Carl Barks                 | Carl Barks                           | W OS 456-03 Arkiveret 10. november 2013 hos Wayback Machine  |
| 220 | marts 1953        | My Lucky Valentine                      | 10      | Anders And                       | Carl Barks                 | Carl Barks                           | W WDC 150-01 Arkiveret 10. november 2013 hos Wayback Machine |
| 221 | april 1953        | The Easter Election                     | 10      | Anders And                       | Carl Barks                 | Carl Barks                           | W WDC 151-01 Arkiveret 10. november 2013 hos Wayback Machine |
| 222 | maj 1953          | The Talking Dog                         | 10      | Anders And                       | Carl Barks                 | Carl Barks                           | W WDC 152-01 Arkiveret 10. november 2013 hos Wayback Machine |
| 223 | juni 1953         | Worm Weary                              | 10      | Anders And                       | Carl Barks                 | Carl Barks                           | W WDC 153-01 Arkiveret 10. november 2013 hos Wayback Machine |
| 224 | juli 1953         | Much Ado About Quackly Hall             | 10      | Anders And                       | Carl Barks                 | Carl Barks                           | W WDC 154-01 Arkiveret 10. november 2013 hos Wayback Machine |
| 225 | august 1953       | Some Heir Over the Rainbow              | 10      | Anders And                       | Carl Barks                 | Carl Barks                           | W WDC 155-01 Arkiveret 22. oktober 2013 hos Wayback Machine  |
| 226 | september 1953    | The Round Money Bin                     | 10      | Onkel Joakim                     | Carl Barks                 | Carl Barks                           | W OS 495-03 Arkiveret 10. november 2013 hos Wayback Machine  |
| 227 | september 1953    | Barber College                          | 1       | Onkel Joakim                     | Carl Barks                 | Carl Barks                           | W OS 495-01 Arkiveret 10. november 2013 hos Wayback Machine  |
| 228 | september 1953    | The Master Rainmaker                    | 10      | Anders And                       | Carl Barks                 | Carl Barks                           | W WDC 156-01 Arkiveret 10. november 2013 hos Wayback Machine |
| 229 | september 1953    | ingen                                   | 1       | Onkel Joakim                     | Carl Barks                 | (?)                                  | W OS 495-04 Arkiveret 10. november 2013 hos Wayback Machine  |
| 230 | september 1953    | The Horseradish Story                   | 22      | Onkel Joakim                     | Carl Barks                 | Carl Barks                           | W OS 495-02 Arkiveret 18. august 2010 hos Wayback Machine    |
| 231 | september 1953    | ingen                                   | 1       | Onkel Joakim                     | Carl Barks                 | (?)                                  | W OS 495-05 Arkiveret 10. november 2013 hos Wayback Machine  |
| 232 | oktober 1953      | The Money Stairs                        | 10      | Anders And                       | Carl Barks                 | Carl Barks                           | W WDC 157-01 Arkiveret 10. november 2013 hos Wayback Machine |
| 233 | november 1953     | Bee Bumbles                             | 10      | Anders And                       | Carl Barks                 | Carl Barks                           | W WDC 158-01 Arkiveret 10. november 2013 hos Wayback Machine |
| 234 | december 1953     | Bum Steer                               | 1       | Onkel Joakim                     | Carl Barks                 | Carl Barks                           | W US 4-04 Arkiveret 10. november 2013 hos Wayback Machine    |
| 235 | december 1953     | The Menehune Mystery                    | 32      | Onkel Joakim                     | Carl Barks                 | Carl Barks                           | W US 4-02 Arkiveret 10. november 2013 hos Wayback Machine    |
| 236 | december 1953     | Wispy Willie                            | 10      | Anders And                       | Carl Barks                 | Carl Barks                           | W WDC 159-01 Arkiveret 10. november 2013 hos Wayback Machine |
| 237 | december 1953     | The Cheapest Weigh                      | 1       | Onkel Joakim                     | Carl Barks                 | Carl Barks                           | W US 4-03 Arkiveret 10. november 2013 hos Wayback Machine    |
| 238 | december 1953     | Ballet Evasions                         | 1       | Onkel Joakim                     | Carl Barks                 | Carl Barks                           | W US 4-01 Arkiveret 10. november 2013 hos Wayback Machine    |
| 239 | januar 1954       | The Hammy Camel                         | 10      | Anders And                       | Carl Barks                 | Carl Barks                           | W WDC 160-01 Arkiveret 10. november 2013 hos Wayback Machine |
| 240 | februar 1954      | Fix-up Mix-up                           | 10      | Anders And                       | Carl Barks                 | Carl Barks                           | W WDC 161-01 Arkiveret 10. november 2013 hos Wayback Machine |
| 241 | marts 1954        | Hospitality Week                        | 1       | Onkel Joakim                     | Carl Barks                 | Carl Barks                           | W US 5-01 Arkiveret 10. november 2013 hos Wayback Machine    |
| 242 | marts 1954        | Slippery Sipper                         | 1       | Onkel Joakim                     | Carl Barks                 | Carl Barks                           | W US 5-04 Arkiveret 10. november 2013 hos Wayback Machine    |
| 243 | marts 1954        | Turkey Trot at One Whistle              | 10      | Anders And                       | Carl Barks                 | Carl Barks                           | W WDC 162-01 Arkiveret 10. november 2013 hos Wayback Machine |
| 244 | marts 1954        | The Secret of Atlantis                  | 32      | Onkel Joakim                     | Carl Barks                 | Carl Barks                           | W US 5-02 Arkiveret 10. november 2013 hos Wayback Machine    |
| 245 | marts 1954        | McDuck takes a dive                     | 1       | Onkel Joakim                     | Carl Barks                 | Carl Barks                           | W US 5-03 Arkiveret 10. november 2013 hos Wayback Machine    |
| 246 | april 1954        | Raffle Reversal                         | 10      | Anders And                       | Carl Barks                 | Carl Barks                           | W WDC 163-01 Arkiveret 10. november 2013 hos Wayback Machine |
| 247 | maj 1954          | Flour Follies                           | 10      | Anders And                       | Carl Barks                 | Carl Barks                           | W WDC 164-01 Arkiveret 10. november 2013 hos Wayback Machine |
| 248 | juni 1954         | Tralla La                               | 22      | Onkel Joakim                     | Carl Barks                 | Carl Barks                           | W US 6-02 Arkiveret 10. november 2013 hos Wayback Machine    |
| 249 | juni 1954         | Mental Fee                              | 1       | Onkel Joakim                     | Carl Barks                 | Carl Barks                           | W US 6-05 Arkiveret 10. november 2013 hos Wayback Machine    |
| 250 | juni 1954         | Outfoxed Fox                            | 10      | Onkel Joakim                     | Carl Barks                 | Carl Barks                           | W US 6-03 Arkiveret 10. november 2013 hos Wayback Machine    |
| 251 | juni 1954         | The Price of Fame                       | 10      | Anders And                       | Carl Barks                 | Carl Barks                           | W WDC 165-01 Arkiveret 10. november 2013 hos Wayback Machine |
| 252 | juni 1954         | Oil the News                            | 1       | Onkel Joakim                     | Carl Barks                 | Carl Barks                           | W US 6-01 Arkiveret 10. november 2013 hos Wayback Machine    |
| 253 | juni 1954         | Dig it!                                 | 1       | Onkel Joakim                     | Carl Barks                 | (?)                                  | W US 6-04 Arkiveret 10. november 2013 hos Wayback Machine    |
| 254 | juli 1954         | Midgets Madness                         | 10      | Anders And                       | Carl Barks                 | Carl Barks                           | W WDC 166-01 Arkiveret 10. november 2013 hos Wayback Machine |
| 255 | august 1954       | Salmon Derby                            | 10      | Anders And                       | Carl Barks                 | Carl Barks                           | W WDC 167-01 Arkiveret 10. november 2013 hos Wayback Machine |
| 256 | september 1954    | The Seven Cities of Cibola              | 28      | Onkel Joakim                     | Carl Barks                 | Carl Barks                           | W US 7-02 Arkiveret 10. november 2013 hos Wayback Machine    |
| 257 | september 1954    | Diner Dilemma                           | 1       | Onkel Joakim                     | Carl Barks                 | Carl Barks                           | W US 7-05 Arkiveret 10. november 2013 hos Wayback Machine    |
| 258 | september 1954    | Billion Dollar Pigeon                   | 4       | Onkel Joakim                     | Carl Barks                 | Carl Barks                           | W US 7-03 Arkiveret 10. november 2013 hos Wayback Machine    |
| 259 | september 1954    | Temper Tampering                        | 1       | Onkel Joakim                     | Carl Barks                 | Carl Barks                           | W US 7-01 Arkiveret 10. november 2013 hos Wayback Machine    |
| 260 | september 1954    | Cheltenham's Choice                     | 10      | Anders And                       | Carl Barks                 | Carl Barks                           | W WDC 168-01 Arkiveret 10. november 2013 hos Wayback Machine |
| 261 | september 1954    | Wrong Number                            | 1       | Onkel Joakim                     | Carl Barks                 | (?)                                  | W US 7-04 Arkiveret 10. november 2013 hos Wayback Machine    |
| 262 | oktober 1954      | Travelling Truants                      | 10      | Anders And                       | Carl Barks                 | Carl Barks                           | W WDC 169-03 Arkiveret 10. november 2013 hos Wayback Machine |
| 263 | november 1954     | Donald Duck Tells About Kites           | 8       | Anders And                       | Carl Barks                 | (?)                                  | W KGA 3-01 Arkiveret 10. november 2013 hos Wayback Machine   |
| 264 | november 1954     | Rants About Ants                        | 10      | Anders And                       | Carl Barks                 | Carl Barks                           | W WDC 170-03 Arkiveret 10. november 2013 hos Wayback Machine |
| 265 | november 1954     | Donald Duck Tells About Kites           | 8       | Anders And                       | Carl Barks                 | (?)                                  | W KGA 2-01 Arkiveret 10. november 2013 hos Wayback Machine   |
| 266 | december 1954     | A Campaign of Note                      | 4       | Onkel Joakim                     | Carl Barks                 | Carl Barks                           | W US 8-03 Arkiveret 10. november 2013 hos Wayback Machine    |
| 267 | december 1954     | Too Safe Safe                           | 10      | Anders And                       | Carl Barks                 | Carl Barks                           | W WDC 171-03 Arkiveret 10. november 2013 hos Wayback Machine |
| 268 | december 1954     | Cash on the Brain                       | 1       | Onkel Joakim                     | Carl Barks                 | Carl Barks                           | W US 8-01 Arkiveret 10. november 2013 hos Wayback Machine    |
| 269 | december 1954     | Classy Taxi!                            | 1       | Onkel Joakim                     | Carl Barks                 | Carl Barks                           | W US 8-04 Arkiveret 10. november 2013 hos Wayback Machine    |
| 270 | december 1954     | The Mysterious Stone Ray                | 28      | Onkel Joakim                     | Carl Barks                 | Carl Barks                           | W US 8-02 Arkiveret 10. november 2013 hos Wayback Machine    |
| 271 | december 1954     | Blanket Investment                      | 1       | Onkel Joakim                     | Carl Barks                 | Carl Barks                           | W US 8-05 Arkiveret 10. november 2013 hos Wayback Machine    |
| 272 | januar 1955       | Search for the Cuspidora                | 10      | Anders And                       | Carl Barks                 | Carl Barks                           | W WDC 172-01 Arkiveret 10. november 2013 hos Wayback Machine |
| 273 | februar 1955      | New Year's Revolutions                  | 10      | Anders And                       | Carl Barks                 | Carl Barks                           | W WDC 173-02 Arkiveret 10. november 2013 hos Wayback Machine |
| 274 | marts 1955        | The Lemming with the Locket             | 22      | Onkel Joakim                     | Carl Barks                 | Carl Barks                           | W US 9-02 Arkiveret 10. november 2013 hos Wayback Machine    |
| 275 | marts 1955        | Cast of Thousands                       | 1       | Onkel Joakim                     | Carl Barks                 | Carl Barks                           | W US 9-05 Arkiveret 10. november 2013 hos Wayback Machine    |
| 276 | marts 1955        | The Tuckered Tiger                      | 9       | Onkel Joakim                     | Carl Barks                 | Carl Barks                           | W US 9-03 Arkiveret 10. november 2013 hos Wayback Machine    |
| 277 | marts 1955        | Iceboat to Beaver Island                | 10      | Anders And                       | Carl Barks                 | Carl Barks                           | W WDC 174-02 Arkiveret 10. november 2013 hos Wayback Machine |
| 278 | marts 1955        | Easy Mowing                             | 1       | Onkel Joakim                     | Carl Barks                 | Carl Barks                           | W US 9-01 Arkiveret 10. november 2013 hos Wayback Machine    |
| 279 | marts 1955        | Ski Lift Letdown                        | 1       | Onkel Joakim                     | Carl Barks                 | Carl Barks                           | W US 9-04 Arkiveret 10. november 2013 hos Wayback Machine    |
| 280 | april 1955        | The Daffy Taffy Pull                    | 10      | Anders And                       | Carl Barks                 | Carl Barks                           | W WDC 175-01 Arkiveret 10. november 2013 hos Wayback Machine |
| 281 | maj 1955          | The Ghost Sheriff of Last Gasp          | 10      | Anders And                       | Carl Barks                 | Carl Barks                           | W WDC 176-02 Arkiveret 10. november 2013 hos Wayback Machine |
| 282 | juni 1955         | Heirloom Watch                          | 8       | Onkel Joakim                     | Carl Barks                 | Carl Barks                           | W US 10-03 Arkiveret 23. juni 2011 hos Wayback Machine       |
| 283 | juni 1955         | Deep Decision                           | 1       | Onkel Joakim                     | Carl Barks                 | Carl Barks                           | W US 10-01 Arkiveret 10. november 2013 hos Wayback Machine   |
| 284 | juni 1955         | Smash Success                           | 1       | Onkel Joakim                     | Carl Barks                 | Carl Barks                           | W US 10-04 Arkiveret 10. november 2013 hos Wayback Machine   |
| 285 | juni 1955         | The Fabulous Philosopher's Stone        | 24      | Onkel Joakim                     | Carl Barks                 | Carl Barks                           | W US 10-02 Arkiveret 10. november 2013 hos Wayback Machine   |
| 286 | juni 1955         | A Descent Interval                      | 10      | Anders And                       | Carl Barks                 | Carl Barks                           | W WDC 177-01 Arkiveret 10. november 2013 hos Wayback Machine |
| 287 | juli 1955         | Donald's Raucous Role                   | 10      | Anders And                       | Carl Barks                 | Carl Barks                           | W WDC 178-02 Arkiveret 10. november 2013 hos Wayback Machine |
| 288 | august 1955       | Good Canoes and Bad Canoes              | 10      | Anders And                       | Carl Barks                 | Carl Barks                           | W WDC 179-02 Arkiveret 10. november 2013 hos Wayback Machine |
| 289 | september 1955    | The Great Steamboat Race                | 16      | Onkel Joakim                     | Carl Barks                 | Carl Barks                           | W US 11-01 Arkiveret 30. oktober 2013 hos Wayback Machine    |
| 290 | september 1955    | Trouble Indemnity                       | 10      | Anders And                       | Carl Barks                 | Carl Barks                           | W WDC 180-01 Arkiveret 10. november 2013 hos Wayback Machine |
| 291 | september 1955    | Roundabout Handout                      | <1      | Onkel Joakim                     | Carl Barks                 | Carl Barks                           | W US 11-04 Arkiveret 10. november 2013 hos Wayback Machine   |
| 292 | september 1955    | Riches, Riches, Everywhere!             | 16      | Onkel Joakim                     | Carl Barks                 | Carl Barks                           | W US 11-02 Arkiveret 10. november 2013 hos Wayback Machine   |
| 293 | september 1955    | Come as You are                         | 1       | Onkel Joakim                     | Carl Barks                 | Carl Barks                           | W US 11-03 Arkiveret 10. november 2013 hos Wayback Machine   |
| 294 | oktober 1955      | The Chickadee Challenge                 | 10      | Anders And                       | Carl Barks                 | Carl Barks                           | W WDC 181-01 Arkiveret 10. november 2013 hos Wayback Machine |
| 295 | november 1955     | The Unorthodox Ox                       | 10      | Anders And                       | Carl Barks                 | Carl Barks                           | W WDC 182-01 Arkiveret 10. november 2013 hos Wayback Machine |
| 296 | december 1955     | The Golden Fleecing                     | 31      | Onkel Joakim                     | Carl Barks                 | Carl Barks                           | W US 12-02 Arkiveret 10. november 2013 hos Wayback Machine   |
| 297 | december 1955     | The Custard Gun                         | 10      | Anders And                       | Carl Barks                 | Carl Barks                           | W WDC 183-01 Arkiveret 10. november 2013 hos Wayback Machine |
| 298 | december 1955     | Doughnut Dare                           | 1       | Onkel Joakim                     | Carl Barks                 | Carl Barks                           | W US 12-03 Arkiveret 10. november 2013 hos Wayback Machine   |
| 299 | december 1955     | Watt an Occasion                        | 1       | Onkel Joakim                     | Carl Barks                 | Carl Barks                           | W US 12-01 Arkiveret 10. november 2013 hos Wayback Machine   |
| 300 | december 1955     | A Sweat Deal                            | 1       | Onkel Joakim                     | Carl Barks                 | Carl Barks                           | W US 12-04 Arkiveret 10. november 2013 hos Wayback Machine   |
| 301 | januar 1956       | Remember This                           | 1       | Anders And                       | Carl Barks                 | Carl Barks                           | W DD 45-08 Arkiveret 11. november 2013 hos Wayback Machine   |
| 302 | januar 1956       | Courtside Heating                       | 1       | Anders And                       | Carl Barks                 | Carl Barks                           | W DD 45-01 Arkiveret 10. november 2013 hos Wayback Machine   |
| 303 | januar 1956       | Power Plowing                           | <1      | Anders And                       | Carl Barks                 | Carl Barks                           | W DD 45-09 Arkiveret 10. november 2013 hos Wayback Machine   |
| 304 | januar 1956       | Three Un-Ducks                          | 10      | Anders And                       | Carl Barks                 | Carl Barks                           | W WDC 184-01 Arkiveret 11. november 2013 hos Wayback Machine |
| 305 | januar 1956       | Dogcatcher Duck                         | 6       | Anders And                       | Carl Barks                 | Carl Barks                           | W DD 45-06 Arkiveret 10. november 2013 hos Wayback Machine   |
| 306 | februar 1956      | Secret Resolutions                      | 10      | Anders And                       | Carl Barks                 | Carl Barks                           | W WDC 185-02 Arkiveret 10. november 2013 hos Wayback Machine |
| 307 | marts 1956        | Secret of Hondorica                     | 24      | Anders And                       | Carl Barks                 | Carl Barks                           | W DD 46-02 Arkiveret 10. november 2013 hos Wayback Machine   |
| 308 | marts 1956        | Trapped Lightning                       | 4       | Georg Gearløs                    | Carl Barks                 | Carl Barks                           | W US 13-04 Arkiveret 10. november 2013 hos Wayback Machine   |
| 309 | marts 1956        | The Ice Taxis                           | 10      | Anders And                       | Carl Barks                 | Carl Barks                           | W WDC 186-02 Arkiveret 11. november 2013 hos Wayback Machine |
| 310 | marts 1956        | The Art of Security                     | 1       | Onkel Joakim                     | Carl Barks                 | Carl Barks                           | W US 13-01 Arkiveret 10. november 2013 hos Wayback Machine   |
| 311 | marts 1956        | Fashion Forecast                        | 1       | Onkel Joakim                     | Carl Barks                 | Carl Barks                           | W US 13-05 Arkiveret 12. november 2013 hos Wayback Machine   |
| 312 | marts 1956        | Land Beneath the Ground!                | 27      | Onkel Joakim                     | Carl Barks                 | Carl Barks                           | W US 13-02 Arkiveret 11. november 2013 hos Wayback Machine   |
| 313 | marts 1956        | ingen                                   | <1      | Onkel Joakim                     | Carl Barks                 | Carl Barks                           | W US 13-06 Arkiveret 10. november 2013 hos Wayback Machine   |
| 314 | april 1956        | Searching for a Successor               | 10      | Anders And                       | Carl Barks                 | Carl Barks                           | W WDC 187-01 Arkiveret 10. november 2013 hos Wayback Machine |
| 315 | maj 1956          | The Olympic Hopeful                     | 10      | Anders And                       | Carl Barks                 | Carl Barks                           | W WDC 188-01 Arkiveret 10. november 2013 hos Wayback Machine |
| 316 | juni 1956         | Faulty Fortune                          | 7       | Onkel Joakim                     | Carl Barks                 | Carl Barks                           | W US 14-05 Arkiveret 12. november 2013 hos Wayback Machine   |
| 317 | juni 1956         | The Lost Crown of Genghis Khan          | 19      | Onkel Joakim                     | Carl Barks                 | Carl Barks                           | W US 14-02 Arkiveret 11. november 2013 hos Wayback Machine   |
| 318 | juni 1956         | Gopher Goof-Ups                         | 10      | Anders And                       | Carl Barks                 | Carl Barks                           | W WDC 189-01 Arkiveret 10. november 2013 hos Wayback Machine |
| 319 | juni 1956         | Gold Rush                               | 1       | Onkel Joakim                     | Carl Barks                 | Carl Barks                           | W US 14-06 Arkiveret 10. november 2013 hos Wayback Machine   |
| 320 | juni 1956         | Inventor of Anything                    | 4       | Georg Gearløs                    | Carl Barks                 | Carl Barks                           | W US 14-03 Arkiveret 10. november 2013 hos Wayback Machine   |
| 321 | juni 1956         | Fireflies are Free                      | <1      | Onkel Joakim                     | Carl Barks                 | Carl Barks                           | W US 14-07 Arkiveret 11. november 2013 hos Wayback Machine   |
| 322 | juni 1956         | Luncheon Lament                         | 1       | Onkel Joakim                     | Carl Barks                 | Carl Barks                           | W US 14-01 Arkiveret 10. november 2013 hos Wayback Machine   |
| 323 | juli 1956         | In the Swim                             | 10      | Anders And                       | Carl Barks                 | Carl Barks                           | W WDC 190-01 Arkiveret 10. november 2013 hos Wayback Machine |
| 324 | august 1956       | Camping Confusion                       | 10      | Anders And                       | Carl Barks                 | Carl Barks                           | W WDC 191-01 Arkiveret 11. november 2013 hos Wayback Machine |
| 325 | september 1956    | The Second-Richest Duck                 | 20      | Onkel Joakim                     | Carl Barks                 | Carl Barks                           | W US 15-02 Arkiveret 12. november 2013 hos Wayback Machine   |
| 326 | september 1956    | Pound for Sound                         | 1       | Onkel Joakim                     | Carl Barks                 | Carl Barks                           | W US 15-06 Arkiveret 10. november 2013 hos Wayback Machine   |
| 327 | september 1956    | The Master                              | 10      | Anders And                       | Carl Barks                 | Carl Barks                           | W WDC 192-01 Arkiveret 11. november 2013 hos Wayback Machine |
| 328 | september 1956    | The Cat Box                             | 4       | Georg Gearløs                    | Carl Barks                 | Carl Barks                           | W US 15-03 Arkiveret 10. november 2013 hos Wayback Machine   |
| 329 | september 1956    | Buffo or Bust                           | 1       | Onkel Joakim                     | Carl Barks                 | Carl Barks                           | W US 15-01 Arkiveret 10. november 2013 hos Wayback Machine   |
| 330 | september 1956    | Migrating Millions                      | 6       | Onkel Joakim                     | Carl Barks                 | Carl Barks                           | W US 15-05 Arkiveret 11. november 2013 hos Wayback Machine   |
| 331 | oktober 1956      | A Whale of a Story                      | 10      | Anders And                       | Carl Barks                 | Carl Barks                           | W WDC 193-01 Arkiveret 12. november 2013 hos Wayback Machine |
| 332 | november 1956     | Smoke Writer in the Sky                 | 10      | Anders And                       | Carl Barks                 | Carl Barks                           | W WDC 194-01 Arkiveret 12. november 2013 hos Wayback Machine |
| 333 | december 1956     | The Colossalest Surprise Quiz Show      | 5       | Onkel Joakim                     | Carl Barks                 | Carl Barks                           | W US 16-05 Arkiveret 10. november 2013 hos Wayback Machine   |
| 334 | december 1956     | Back to Long Ago!                       | 21      | Onkel Joakim                     | Carl Barks                 | Carl Barks                           | W US 16-02 Arkiveret 10. juni 2011 hos Wayback Machine       |
| 335 | december 1956     | Backyard Bonanza                        | 1       | Onkel Joakim                     | Carl Barks                 | Carl Barks                           | W US 16-06 Arkiveret 12. november 2013 hos Wayback Machine   |
| 336 | december 1956     | The Runaway Train                       | 10      | Anders And                       | Carl Barks                 | Carl Barks                           | W WDC 195-01 Arkiveret 11. november 2013 hos Wayback Machine |
| 337 | december 1956     | Forecasting Follies                     | 4       | Georg Gearløs                    | Carl Barks                 | Carl Barks                           | W US 16-03 Arkiveret 12. november 2013 hos Wayback Machine   |
| 338 | december 1956     | Grandma's Present                       | 8       | Georg Gearløs                    | Carl Barks                 | Carl Barks                           | W CP 8-06 Arkiveret 10. november 2013 hos Wayback Machine    |
| 339 | december 1956     | Fertile Assets                          | 1       | Onkel Joakim                     | Carl Barks                 | Carl Barks                           | W US 16-01 Arkiveret 11. november 2013 hos Wayback Machine   |
| 340 | januar 1957       | All Season Hat                          | <1      | Anders And                       | Carl Barks                 | Carl Barks                           | W DD 51-07 Arkiveret 10. november 2013 hos Wayback Machine   |
| 341 | januar 1957       | Statues of Limitations                  | 10      | Anders And                       | Carl Barks                 | Carl Barks                           | W WDC 196-02 Arkiveret 12. november 2013 hos Wayback Machine |
| 342 | februar 1957      | Borderline Hero                         | 10      | Anders And                       | Carl Barks                 | Carl Barks                           | W WDC 197-02 Arkiveret 11. november 2013 hos Wayback Machine |
| 343 | marts 1957        | Fishing Mystery                         | 4       | Georg Gearløs                    | Carl Barks                 | Carl Barks                           | W US 17-04 Arkiveret 11. november 2013 hos Wayback Machine   |
| 344 | marts 1957        | The Lost Peg Leg Mine                   | 10      | Anders And                       | Carl Barks                 | Carl Barks                           | W DD 52-02 Arkiveret 12. november 2013 hos Wayback Machine   |
| 345 | marts 1957        | Early to Build                          | 1       | Onkel Joakim                     | Carl Barks                 | Carl Barks                           | W US 17-01 Arkiveret 11. november 2013 hos Wayback Machine   |
| 346 | marts 1957        | The Eyes Have It                        | 1       | Onkel Joakim                     | Carl Barks                 | Carl Barks                           | W US 17-05 Arkiveret 10. november 2013 hos Wayback Machine   |
| 347 | marts 1957        | A Cold Bargain                          | 26      | Onkel Joakim                     | Carl Barks                 | Carl Barks                           | W US 17-02 Arkiveret 10. november 2013 hos Wayback Machine   |
| 348 | marts 1957        | Knight in Shining Armor                 | 10      | Anders And                       | Carl Barks                 | Carl Barks                           | W WDC 198-02 Arkiveret 12. november 2013 hos Wayback Machine |
| 349 | marts 1957        | China Shop Shakeup                      | <1      | Onkel Joakim                     | Carl Barks                 | Carl Barks                           | W US 17-06 Arkiveret 11. november 2013 hos Wayback Machine   |
| 350 | april 1957        | Gyro's Imagination Invention            | 10      | Anders And                       | Carl Barks                 | Carl Barks                           | W WDC 199-01 Arkiveret 10. november 2013 hos Wayback Machine |
| 351 | maj 1957          | Donald's Pet Service                    | 10      | Anders And                       | Carl Barks                 | Carl Barks                           | W WDC 200-01 Arkiveret 10. november 2013 hos Wayback Machine |
| 352 | juni 1957         | The Sure-Fire Gold Finder               | 4       | Georg Gearløs                    | Carl Barks                 | Carl Barks                           | W US 18-04 Arkiveret 11. november 2013 hos Wayback Machine   |
| 353 | juni 1957         | Net Worth                               | 1       | Onkel Joakim                     | Carl Barks                 | Carl Barks                           | W US 18-01 Arkiveret 11. november 2013 hos Wayback Machine   |
| 354 | juni 1957         | Relative Reaction                       | <1      | Onkel Joakim                     | Carl Barks                 | Carl Barks                           | W US 18-05 Arkiveret 10. november 2013 hos Wayback Machine   |
| 355 | juni 1957         | Land of the Pygmy Indians               | 27      | Onkel Joakim                     | Carl Barks                 | Carl Barks                           | W US 18-02 Arkiveret 10. november 2013 hos Wayback Machine   |
| 356 | juni 1957         | The Day Duckburg Got Dyed               | 10      | Anders And                       | Carl Barks                 | Carl Barks                           | W WDC 201-01 Arkiveret 10. november 2013 hos Wayback Machine |
| 357 | juli 1957         | In Kakimaw country                      | 10      | Anders And                       | Carl Barks                 | Carl Barks                           | W WDC 202-01 Arkiveret 12. november 2013 hos Wayback Machine |
| 358 | juli 1957         | Forbidden Valley                        | 26      | Anders And                       | Carl Barks                 | Carl Barks                           | W DD 54-01 Arkiveret 10. november 2013 hos Wayback Machine   |
| 359 | juli 1957         | Picnic                                  | 6       | Georg Gearløs                    | Carl Barks                 | Carl Barks                           | W PP 8-06 Arkiveret 10. november 2013 hos Wayback Machine    |
| 360 | august 1957       | The Fantastic River Race                | 20      | Onkel Joakim                     | Carl Barks                 | Carl Barks                           | W USGD 1-02 Arkiveret 11. november 2013 hos Wayback Machine  |
| 361 | august 1957       | Special Delivery                        | 10      | Anders And                       | Carl Barks                 | Carl Barks                           | W WDC 203-01 Arkiveret 11. november 2013 hos Wayback Machine |
| 362 | september 1957    | History Tossed                          | 1       | Onkel Joakim                     | Carl Barks                 | Carl Barks                           | W US 19-01 Arkiveret 11. november 2013 hos Wayback Machine   |
| 363 | september 1957    | Losing Face                             | 10      | Anders And                       | Carl Barks                 | Carl Barks                           | W WDC 204-01 Arkiveret 11. november 2013 hos Wayback Machine |
| 364 | september 1957    | The Mines of King Solomon               | 27      | Onkel Joakim                     | Carl Barks                 | Carl Barks                           | W US 19-02 Arkiveret 10. november 2013 hos Wayback Machine   |
| 365 | september 1957    | Gyro Builds a Better House              | 4       | Georg Gearløs                    | Carl Barks                 | Carl Barks                           | W US 19-04 Arkiveret 11. november 2013 hos Wayback Machine   |
| 366 | oktober 1957      | Red Apple Sap                           | 10      | Anders And                       | Carl Barks                 | Carl Barks                           | W WDC 205-01 Arkiveret 12. november 2013 hos Wayback Machine |
| 367 | november 1957     | Sagmore Springs Hotel                   | 10      | Anders And                       | Carl Barks                 | Carl Barks                           | W WDC 206-02 Arkiveret 11. november 2013 hos Wayback Machine |
| 368 | december 1957     | The Black Pearls of Tabu Yama           | 17      | Anders And                       | Carl Barks                 | Carl Barks                           | W CID 1-02 Arkiveret 12. november 2013 hos Wayback Machine   |
| 369 | december 1957     | The Tenderfoot Trap                     | 10      | Anders And                       | Carl Barks                 | Carl Barks                           | W WDC 207-01 Arkiveret 10. november 2013 hos Wayback Machine |
| 370 | december 1957     | Rescue Enhancement                      | <1      | Onkel Joakim                     | Carl Barks                 | Carl Barks                           | W US 20-04 Arkiveret 10. november 2013 hos Wayback Machine   |
| 371 | december 1957     | August Accident                         | 4       | Georg Gearløs                    | Carl Barks                 | Carl Barks                           | W MMAlm 1-08 Arkiveret 11. november 2013 hos Wayback Machine |
| 372 | december 1957     | City of Golden Roofs                    | 26      | Onkel Joakim                     | Carl Barks                 | Carl Barks                           | W US 20-01 Arkiveret 10. november 2013 hos Wayback Machine   |
| 373 | december 1957     | September Scrimmage                     | 4       | Onkel Joakim                     | Carl Barks                 | Carl Barks                           | W MMAlm 1-09 Arkiveret 10. november 2013 hos Wayback Machine |
| 374 | december 1957     | Roscoe the Robot                        | 4       | Georg Gearløs                    | Carl Barks                 | Carl Barks                           | W US 20-03 Arkiveret 10. november 2013 hos Wayback Machine   |
| 375 | januar 1958       | The Code of Duckburg                    | 10      | Anders And                       | Carl Barks                 | Carl Barks                           | W WDC 208-01 Arkiveret 10. november 2013 hos Wayback Machine |
| 376 | februar 1958      | The Persistent Postman                  | 10      | Anders And                       | Carl Barks                 | Carl Barks                           | W WDC 209-02 Arkiveret 12. november 2013 hos Wayback Machine |
| 377 | marts 1958        | The Half-Baked Baker                    | 10      | Anders And                       | Carl Barks                 | Carl Barks                           | W WDC 210-02 Arkiveret 11. november 2013 hos Wayback Machine |
| 378 | marts 1958        | Windfall of the Mind                    | 1       | Onkel Joakim                     | Carl Barks                 | Carl Barks                           | W US 21-01 Arkiveret 10. november 2013 hos Wayback Machine   |
| 379 | marts 1958        | Dogged Determination                    | <1      | Onkel Joakim                     | Carl Barks                 | Carl Barks                           | W US 21-05 Arkiveret 11. november 2013 hos Wayback Machine   |
| 380 | marts 1958        | The Money Well                          | 26      | Onkel Joakim                     | Carl Barks                 | Carl Barks                           | W US 21-02 Arkiveret 12. november 2013 hos Wayback Machine   |
| 381 | marts 1958        | Forgotten Precaution                    | 1       | Onkel Joakim                     | Carl Barks                 | Carl Barks                           | W US 21-06 Arkiveret 10. november 2013 hos Wayback Machine   |
| 382 | marts 1958        | Getting Thor                            | 3       | Georg Gearløs                    | Carl Barks                 | Carl Barks                           | W US 21-04 Arkiveret 10. november 2013 hos Wayback Machine   |
| 383 | april 1958        | Wishing Stone Island                    | 10      | Anders And                       | Carl Barks                 | Carl Barks                           | W WDC 211-01 Arkiveret 10. november 2013 hos Wayback Machine |
| 384 | maj 1958          | Rocket Race Around the World            | 10      | Anders And                       | Carl Barks                 | Carl Barks                           | W WDC 212-02 Arkiveret 10. november 2013 hos Wayback Machine |
| 385 | juni 1958         | Going to Pieces                         | 1       | Onkel Joakim                     | Carl Barks                 | Carl Barks                           | W US 22-01 Arkiveret 11. november 2013 hos Wayback Machine   |
| 386 | juni 1958         | High Rider                              | <1      | Onkel Joakim                     | Carl Barks                 | Carl Barks                           | W US 22-05 Arkiveret 10. november 2013 hos Wayback Machine   |
| 387 | juni 1958         | The Golden River                        | 26      | Onkel Joakim                     | Carl Barks                 | Carl Barks                           | W US 22-02 Arkiveret 10. november 2013 hos Wayback Machine   |
| 388 | juni 1958         | That Sinking Feeling                    | 1       | Onkel Joakim                     | Carl Barks                 | Carl Barks                           | W US 22-06 Arkiveret 12. november 2013 hos Wayback Machine   |
| 389 | juni 1958         | Dodging Miss Daisy                      | 10      | Anders And                       | Carl Barks                 | Carl Barks                           | W WDC 213-01 Arkiveret 12. november 2013 hos Wayback Machine |
| 390 | juni 1958         | The Know-It-All Machine                 | 4       | Georg Gearløs                    | Carl Barks                 | Carl Barks                           | W US 22-04 Arkiveret 11. november 2013 hos Wayback Machine   |
| 391 | 17. juni 1958     | Blinders gag                            | 1       | Onkel Joakim                     | Carl Barks                 | Carl Barks                           | CS US 19 Arkiveret 10. november 2013 hos Wayback Machine     |
| 392 | juli 1958         | The Titanic Ants!                       | 20      | Anders And                       | Carl Barks                 | Carl Barks                           | W DD 60-02 Arkiveret 11. november 2013 hos Wayback Machine   |
| 393 | juli 1958         | Fearsome Flowers                        | 10      | Anders And                       | Carl Barks                 | Carl Barks                           | W WDC 214-01 Arkiveret 12. november 2013 hos Wayback Machine |
| 394 | juli 1958         | Water Ski Race                          | 6       | Anders And                       | Carl Barks                 | Carl Barks                           | W DD 60-05 Arkiveret 11. november 2013 hos Wayback Machine   |
| 395 | august 1958       | Mocking Bird Ridge                      | 10      | Anders And                       | Carl Barks                 | Carl Barks                           | W WDC 215-01 Arkiveret 11. november 2013 hos Wayback Machine |
| 396 | september 1958    | Gyro Goes for a Dip                     | 4       | Georg Gearløs                    | Carl Barks                 | Carl Barks                           | W US 23-03 Arkiveret 11. november 2013 hos Wayback Machine   |
| 397 | september 1958    | Lights Out                              | 1       | Onkel Joakim                     | Carl Barks                 | Carl Barks                           | W US 23-07 Arkiveret 10. november 2013 hos Wayback Machine   |
| 398 | september 1958    | Moola on the Move                       | 1       | Onkel Joakim                     | Carl Barks                 | Carl Barks                           | W US 23-01 Arkiveret 12. november 2013 hos Wayback Machine   |
| 399 | september 1958    | The Fabulous Tycoon                     | 5       | Onkel Joakim                     | Carl Barks                 | Carl Barks                           | W US 23-05 Arkiveret 10. november 2013 hos Wayback Machine   |
| 400 | september 1958    | The Strange Shipwrecks                  | 21      | Onkel Joakim                     | Carl Barks                 | Carl Barks, Nick George              | W US 23-02 Arkiveret 10. november 2013 hos Wayback Machine   |
| 401 | september 1958    | All Choked Up                           | <1      | Onkel Joakim                     | Carl Barks                 | Carl Barks                           | W US 23-06 Arkiveret 10. november 2013 hos Wayback Machine   |
| 402 | september 1958    | Old Froggie Catapult                    | 10      | Anders And                       | Carl Barks                 | Carl Barks                           | W WDC 216-02 Arkiveret 10. november 2013 hos Wayback Machine |
| 403 | oktober 1958      | Dramatic Donald                         | 10      | Anders And                       | Carl Barks                 | Carl Barks                           | W WDC 217-01 Arkiveret 10. november 2013 hos Wayback Machine |
| 404 | oktober 1958      | The Forbidium Money Bin                 | 16      | Georg Gearløs & Onkel Joakim     | Carl Barks                 | Carl Barks                           | W DISBP 1-03 Arkiveret 10. november 2013 hos Wayback Machine |
| 405 | november 1958     | Noble Porpoises                         | 10      | Anders And                       | Carl Barks                 | Carl Barks                           | W WDC 218-01 Arkiveret 10. november 2013 hos Wayback Machine |
| 406 | december 1958     | The House on Cyclone Hill               | 4       | Georg Gearløs                    | Carl Barks                 | Carl Barks                           | W US 24-02 Arkiveret 10. november 2013 hos Wayback Machine   |
| 407 | december 1958     | The Littlest Chicken Thief              | 10      | Anders And                       | Carl Barks                 | Carl Barks                           | W WDC 219-01 Arkiveret 10. november 2013 hos Wayback Machine |
| 408 | december 1958     | The Magic Ink                           | 6       | Onkel Joakim                     | Carl Barks                 | Carl Barks                           | W US 24-04 Arkiveret 10. november 2013 hos Wayback Machine   |
| 409 | december 1958     | Christmas in Duckburg                   | 20      | Anders And                       | Carl Barks                 | Bob Gregory                          | W CP 9-01 Arkiveret 10. november 2013 hos Wayback Machine    |
| 410 | december 1958     | The Twenty-four Carat Moon              | 20      | Onkel Joakim                     | Carl Barks                 | Carl Barks                           | W US 24-01 Arkiveret 21. oktober 2013 hos Wayback Machine    |
| 411 | januar 1959       | Rocket-Roasted Christmas Turkey         | 10      | Anders And                       | Carl Barks                 | Carl Barks                           | W WDC 220-01 Arkiveret 10. november 2013 hos Wayback Machine |
| 412 | februar 1959      | Tracking Sandy                          | 10      | Anders And                       | Carl Barks                 | Carl Barks                           | W WDC 221-01 Arkiveret 10. november 2013 hos Wayback Machine |
| 413 | marts 1959        | The Wishing Well                        | 4       | Georg Gearløs                    | Carl Barks                 | Carl Barks                           | W US 25-03 Arkiveret 1. december 2013 hos Wayback Machine    |
| 414 | marts 1959        | News from Afar                          | <1      | Onkel Joakim                     | Carl Barks                 | Bob Karp                             | W US 25-07 Arkiveret 10. november 2013 hos Wayback Machine   |
| 415 | marts 1959        | Immovable Miser                         | 1       | Onkel Joakim                     | Carl Barks                 | Carl Barks                           | W US 25-01 Arkiveret 1. december 2013 hos Wayback Machine    |
| 416 | marts 1959        | Pyramid Scheme                          | 5       | Onkel Joakim                     | Carl Barks                 | Carl Barks                           | W US 25-05 Arkiveret 10. november 2013 hos Wayback Machine   |
| 417 | marts 1959        | Kitty-Go-Round                          | 1       | Onkel Joakim                     | Carl Barks                 | Carl Barks                           | W US 25-08 Arkiveret 10. november 2013 hos Wayback Machine   |
| 418 | marts 1959        | The Flying Dutchman                     | 20      | Onkel Joakim                     | Carl Barks                 | Carl Barks                           | W US 25-02 Arkiveret 3. november 2013 hos Wayback Machine    |
| 419 | marts 1959        | Bill Wind                               | <1      | Onkel Joakim                     | Carl Barks                 | Carl Barks                           | W US 25-06 Arkiveret 10. november 2013 hos Wayback Machine   |
| 420 | marts 1959        | The Master Mover                        | 10      | Anders And                       | Carl Barks                 | Carl Barks                           | W WDC 222-01 Arkiveret 10. november 2013 hos Wayback Machine |
| 421 | april 1959        | Spring Fever                            | 10      | Anders And                       | Carl Barks                 | Carl Barks                           | W WDC 223-01 Arkiveret 10. november 2013 hos Wayback Machine |
| 422 | maj 1959          | The Beachcombers' Picnic                | 10      | Anders And                       | Carl Barks                 | Carl Barks                           | W WDC 224-01 Arkiveret 10. november 2013 hos Wayback Machine |
| 423 | juni 1959         | The Prize of Pizarro                    | 20      | Onkel Joakim                     | Carl Barks                 | Carl Barks                           | W US 26-01 Arkiveret 10. november 2013 hos Wayback Machine   |
| 424 | juni 1959         | Krankenstein Gyro                       | 4       | Georg Gearløs                    | Carl Barks                 | Carl Barks                           | W US 26-02 Arkiveret 10. november 2013 hos Wayback Machine   |
| 425 | juni 1959         | The Lovelorn Fireman                    | 10      | Anders And                       | Carl Barks                 | Carl Barks                           | W WDC 225-01 Arkiveret 10. november 2013 hos Wayback Machine |
| 426 | juni 1959         | Return to Pizen Bluff                   | 6       | Onkel Joakim                     | Carl Barks                 | Carl Barks                           | W US 26-04 Arkiveret 10. november 2013 hos Wayback Machine   |
| 427 | juli 1959         | A Honey of a Hen                        | 7       | Bedstemor Ands venner fra gården | Carl Barks                 | Vic Lockman                          | W OS 1010-02 Arkiveret 10. november 2013 hos Wayback Machine |
| 428 | juli 1959         | The Weather Watchers                    | 7       | Bedstemor Ands venner fra gården | Carl Barks                 | Vic Lockman                          | W OS 1010-03 Arkiveret 10. november 2013 hos Wayback Machine |
| 429 | juli 1959         | The Floating Island                     | 10      | Anders And                       | Carl Barks                 | Carl Barks                           | W WDC 226-01 Arkiveret 10. november 2013 hos Wayback Machine |
| 430 | juli 1959         | The Flying Farm Hand                    | 8       | Bedstemor Ands venner fra gården | Carl Barks                 | Vic Lockman                          | W OS 1010-01 Arkiveret 10. november 2013 hos Wayback Machine |
| 431 | juli 1959         | The Sheepish Cowboys                    | 6       | Bedstemor Ands venner fra gården | Carl Barks                 | Vic Lockman                          | W OS 1010-04 Arkiveret 10. november 2013 hos Wayback Machine |
| 432 | august 1959       | Jungle Hi-jinks                         | 14      | Anders And                       | Carl Barks                 | (?)                                  | W WDSF 2-06 Arkiveret 10. november 2013 hos Wayback Machine  |
| 433 | august 1959       | Mastering the Matterhorn                | 8       | Anders And                       | Carl Barks                 | (?)                                  | W OS 1025-02 Arkiveret 10. november 2013 hos Wayback Machine |
| 434 | august 1959       | Trail Tycoon                            | 6       | Bedstemor And                    | Carl Barks                 | (?)                                  | W OS 1025-03 Arkiveret 10. november 2013 hos Wayback Machine |
| 435 | august 1959       | Fun? What's That?                       | 10      | Georg Gearløs                    | Carl Barks                 | Carl Barks                           | W WDSF 2-02 Arkiveret 10. november 2013 hos Wayback Machine  |
| 436 | august 1959       | On the Dream Planet                     | 6       | Gus Goose                        | Carl Barks                 | (?)                                  | W OS 1025-05 Arkiveret 10. november 2013 hos Wayback Machine |
| 437 | august 1959       | The Black Forest Rescue                 | 10      | Anders And                       | Carl Barks                 | Carl Barks                           | W WDC 227-01 Arkiveret 10. november 2013 hos Wayback Machine |
| 438 | september 1959    | The Firefly Tracker                     | 4       | Georg Gearløs                    | Carl Barks                 | Carl Barks                           | W US 27-02 Arkiveret 10. november 2013 hos Wayback Machine   |
| 439 | september 1959    | His Handy Andy                          | 4       | Onkel Joakim                     | Carl Barks                 | Carl Barks                           | W US 27-04 Arkiveret 10. november 2013 hos Wayback Machine   |
| 440 | september 1959    | The Money Champ                         | 22      | Onkel Joakim                     | Carl Barks                 | Carl Barks                           | W US 27-01 Arkiveret 10. november 2013 hos Wayback Machine   |
| 441 | september 1959    | The Watchful Parents                    | 10      | Anders And                       | Carl Barks                 | Carl Barks                           | W WDC 228-01 Arkiveret 10. november 2013 hos Wayback Machine |
| 442 | september 1959    | Crawls for Cash                         | <1      | Onkel Joakim                     | Carl Barks                 | Carl Barks                           | W US 27-05 Arkiveret 10. november 2013 hos Wayback Machine   |
| 443 | oktober 1959      | The Good Deeds                          | 10      | Anders And                       | Carl Barks                 | Carl Barks                           | W WDC 229-01 Arkiveret 10. november 2013 hos Wayback Machine |
| 444 | november 1959     | The Lost Rabbit Foot                    | 6       | Georg Gearløs                    | Carl Barks                 | Carl Barks                           | W OS 1047-05 Arkiveret 10. november 2013 hos Wayback Machine |
| 445 | november 1959     | Black Wednesday                         | 10      | Anders And                       | Carl Barks                 | Carl Barks                           | W WDC 230-01 Arkiveret 10. november 2013 hos Wayback Machine |
| 446 | november 1959     | The TV Babysitter                       | 6       | Andersines dagbog                | Carl Barks                 | Bob Gregory                          | W OS 1055-04 Arkiveret 10. november 2013 hos Wayback Machine |
| 447 | november 1959     | Tight Shoes                             | <1      | Andersine                        | Carl Barks                 | (?)                                  | W OS 1055-07 Arkiveret 10. november 2013 hos Wayback Machine |
| 448 | november 1959     | The Stubborn Stork                      | 8       | Georg Gearløs                    | Carl Barks                 | Carl Barks                           | W OS 1047-03 Arkiveret 10. november 2013 hos Wayback Machine |
| 449 | november 1959     | The Bird Camera                         | 1       | Georg Gearløs                    | Carl Barks                 | Carl Barks                           | W OS 1047-06 Arkiveret 10. november 2013 hos Wayback Machine |
| 450 | november 1959     | The Librarian                           | 6       | Andersines dabog                 | Carl Barks                 | Bob Gregory                          | W OS 1055-02 Arkiveret 10. november 2013 hos Wayback Machine |
| 451 | november 1959     | The Master Glasser                      | 5       | Anders And                       | Carl Barks                 | (?)                                  | W DD 68-04 Arkiveret 10. november 2013 hos Wayback Machine   |
| 452 | november 1959     | Donald's Party                          | 7       | Andersines dagbog                | Carl Barks                 | Bob Gregory                          | W OS 1055-05 Arkiveret 10. november 2013 hos Wayback Machine |
| 453 | november 1959     | The Framed Mirror                       | 1       | Andersine                        | Carl Barks                 | (?)                                  | W OS 1055-08 Arkiveret 10. november 2013 hos Wayback Machine |
| 454 | november 1959     | Milktime Melodies                       | 7       | Georg Gearløs                    | Carl Barks                 | Carl Barks                           | W OS 1047-04 Arkiveret 10. november 2013 hos Wayback Machine |
| 455 | november 1959     | The Odd Order                           | 1       | Georg Gearløs                    | Carl Barks                 | Carl Barks                           | W OS 1047-07 Arkiveret 10. november 2013 hos Wayback Machine |
| 456 | november 1959     | The Double Date                         | 5       | Andersines dagbog                | Carl Barks                 | Bob Gregory                          | W OS 1055-03 Arkiveret 10. november 2013 hos Wayback Machine |
| 457 | november 1959     | The Beauty Queen                        | 7       | Andersine dagbog                 | Carl Barks                 | Bob Gregory                          | W OS 1055-06 Arkiveret 10. november 2013 hos Wayback Machine |
| 458 | november 1959     | The Gab-Muffer                          | 10      | Georg Gearløs                    | Carl Barks                 | Carl Barks                           | W OS 1047-02 Arkiveret 10. november 2013 hos Wayback Machine |
| 459 | november 1959     | The New Girl                            | 1       | Andersine                        | Carl Barks                 | (?)                                  | W OS 1055-09 Arkiveret 10. november 2013 hos Wayback Machine |
| 460 | december 1959     | The Witching Stick                      | 5       | Onkel Joakim                     | Carl Barks                 | Carl Barks                           | W US 28-04 Arkiveret 10. november 2013 hos Wayback Machine   |
| 461 | december 1959     | The Paul Bunyan Machine                 | 21      | Onkel Joakim                     | Carl Barks                 | Carl Barks                           | W US 28-01 Arkiveret 10. november 2013 hos Wayback Machine   |
| 462 | december 1959     | The Money Hat                           | <1      | Onkel Joakim                     | Carl Barks                 | Carl Barks                           | W US 28-05 Arkiveret 10. november 2013 hos Wayback Machine   |
| 463 | december 1959     | The Christmas Cha Cha                   | 16      | Anders And                       | Carl Barks                 | Bob Gregory                          | W DG 26-01 Arkiveret 10. november 2013 hos Wayback Machine   |
| 464 | december 1959     | The Inventors' Contest                  | 4       | Georg Gearløs                    | Carl Barks                 | Carl Barks                           | W US 28-02 Arkiveret 10. november 2013 hos Wayback Machine   |
| 465 | december 1959     | The Wax Museum                          | 10      | Anders And                       | Carl Barks                 | Carl Barks                           | W WDC 231-01 Arkiveret 10. november 2013 hos Wayback Machine |
| 466 | januar 1960       | Touché Toupeé                           | 6       | Bedstemor Ands venner fra gården | Carl Barks                 | Vic Lockman                          | W OS 1073-03 Arkiveret 10. november 2013 hos Wayback Machine |
| 467 | januar 1960       | The Snow Chaser                         | 6       | Bedstemor Ands venner fra gården | Carl Barks                 | Vic Lockman                          | W OS 1073-04 Arkiveret 10. november 2013 hos Wayback Machine |
| 468 | januar 1960       | Under the Polar Ice                     | 10      | Anders And                       | Carl Barks                 | Carl Barks                           | W WDC 232-01 Arkiveret 10. november 2013 hos Wayback Machine |
| 469 | januar 1960       | Mopping Up                              | 1       | Bedstemor And                    | Carl Barks                 | Vic Lockman                          | W OS 1073-01 Arkiveret 10. november 2013 hos Wayback Machine |
| 470 | januar 1960       | Free Ski Spree                          | 6       | Bedstemor Ands venner fra gården | Carl Barks                 | Vic Lockman                          | W OS 1073-06 Arkiveret 10. november 2013 hos Wayback Machine |
| 471 | februar 1960      | Knights of the Flying Sleds             | 10      | Anders And                       | Carl Barks                 | Carl Barks                           | W WDC 233-01 Arkiveret 10. november 2013 hos Wayback Machine |
| 472 | marts 1960        | Island in the Sky                       | 18      | Onkel Joakim                     | Carl Barks                 | Carl Barks                           | W US 29-01 Arkiveret 21. oktober 2013 hos Wayback Machine    |
| 473 | marts 1960        | Oodles of Oomph                         | 4       | Georg Gearløs                    | Carl Barks                 | Carl Barks                           | W US 29-02 Arkiveret 10. november 2013 hos Wayback Machine   |
| 474 | marts 1960        | Riding the Pony Express                 | 10      | Anders And                       | Carl Barks                 | Carl Barks                           | W WDC 234-01 Arkiveret 10. november 2013 hos Wayback Machine |
| 475 | marts 1960        | Hound of the Whiskervilles              | 7       | Onkel Joakim                     | Carl Barks                 | Carl Barks                           | W US 29-04 Arkiveret 5. november 2015 hos Wayback Machine    |
| 476 | april 1960        | Mixed-Up Mixer                          | 7       | Georg Gearløs                    | Carl Barks                 | Carl Barks                           | W OS 1095-03 Arkiveret 10. november 2013 hos Wayback Machine |
| 477 | april 1960        | Tale of the Tape                        | 1       | Georg Gearløs                    | Carl Barks                 | Carl Barks                           | W OS 1095-06 Arkiveret 10. november 2013 hos Wayback Machine |
| 478 | april 1960        | Want to Buy an Island?                  | 10      | Anders And                       | Carl Barks                 | Carl Barks                           | W WDC 235-02 Arkiveret 10. november 2013 hos Wayback Machine |
| 479 | april 1960        | The Call of the Wild                    | 1       | Georg Gearløs                    | Carl Barks                 | Carl Barks                           | W OS 1095-01 Arkiveret 10. november 2013 hos Wayback Machine |
| 480 | april 1960        | The Madball Pitcher                     | 8       | Georg Gearløs                    | Carl Barks                 | Carl Barks                           | W OS 1095-04 Arkiveret 10. november 2013 hos Wayback Machine |
| 481 | april 1960        | His Shining Hour                        | 1       | Georg Gearløs                    | Carl Barks                 | Carl Barks                           | W OS 1095-07 Arkiveret 10. november 2013 hos Wayback Machine |
| 482 | april 1960        | Cave of the Winds                       | 10      | Georg Gearløs                    | Carl Barks                 | Carl Barks                           | W OS 1095-02 Arkiveret 10. november 2013 hos Wayback Machine |
| 483 | april 1960        | The Bear Tamer                          | 7       | Georg Gearløs                    | Carl Barks                 | Carl Barks                           | W OS 1095-05 Arkiveret 10. november 2013 hos Wayback Machine |
| 484 | maj 1960          | Froggy Farmer                           | 10      | Anders And                       | Carl Barks                 | Carl Barks                           | W WDC 236-01 Arkiveret 10. november 2013 hos Wayback Machine |
| 485 | maj 1960          | Rainbow's End                           | <1      | Rip, Rap og Rup                  | Carl Barks                 | (?)                                  | W DD 71-05 Arkiveret 10. november 2013 hos Wayback Machine   |
| 486 | juni 1960         | War Paint                               | 4       | Georg Gearløs                    | Carl Barks                 | Carl Barks                           | W US 30-02 Arkiveret 10. november 2013 hos Wayback Machine   |
| 487 | juni 1960         | Yoicks! The Fox!                        | 9       | Onkel Joakim                     | Carl Barks                 | Carl Barks                           | W US 30-04 Arkiveret 10. november 2013 hos Wayback Machine   |
| 488 | juni 1960         | Pipeline to Danger                      | 17      | Onkel Joakim                     | Carl Barks                 | Carl Barks                           | W US 30-01 Arkiveret 10. november 2013 hos Wayback Machine   |
| 489 | juni 1960         | Mystery of the Loch                     | 10      | Anders And                       | Carl Barks                 | Carl Barks                           | W WDC 237-01 Arkiveret 10. november 2013 hos Wayback Machine |
| 490 | juli 1960         | The Dog-sitter                          | 10      | Anders And                       | Carl Barks                 | Carl Barks                           | W WDC 238-01 Arkiveret 10. november 2013 hos Wayback Machine |
| 491 | august 1960       | The Village Blacksmith                  | 10      | Anders And                       | Carl Barks                 | Carl Barks                           | W WDC 239-01 Arkiveret 10. november 2013 hos Wayback Machine |
| 492 | september 1960    | All At Sea                              | 17      | Onkel Joakim                     | Carl Barks                 | Carl Barks                           | W US 31-01 Arkiveret 10. november 2013 hos Wayback Machine   |
| 493 | september 1960    | The Secret Book                         | <1      | Onkel Joakim                     | Carl Barks                 | Carl Barks                           | W US 31-05 Arkiveret 10. november 2013 hos Wayback Machine   |
| 494 | september 1960    | Fishy Warden                            | 4       | Georg Gearløs                    | Carl Barks                 | Carl Barks                           | W US 31-02 Arkiveret 10. november 2013 hos Wayback Machine   |
| 495 | september 1960    | The Balmy Swami                         | 1       | Onkel Joakim                     | Carl Barks                 | Carl Barks                           | W US 31-06 Arkiveret 10. november 2013 hos Wayback Machine   |
| 496 | september 1960    | The Fraidy Falcon                       | 10      | Anders And                       | Carl Barks                 | Carl Barks                           | W WDC 240-01 Arkiveret 10. november 2013 hos Wayback Machine |
| 497 | september 1960    | Two-Way Luck                            | 9       | Onkel Joakim                     | Carl Barks                 | Carl Barks                           | W US 31-04 Arkiveret 10. november 2013 hos Wayback Machine   |
| 498 | oktober 1960      | Rocks to Riches                         | 10      | Anders And                       | Carl Barks                 | Carl Barks                           | W WDC 241-01 Arkiveret 10. november 2013 hos Wayback Machine |
| 499 | november 1960     | Balloonatics                            | 10      | Anders And                       | Carl Barks                 | Carl Barks                           | W WDC 242-01 Arkiveret 9. november 2013 hos Wayback Machine  |
| 500 | december 1960     | The Inventive Gentleman                 | 1       | Andersine                        | Carl Barks                 | (?)                                  | W OS 1150-10 Arkiveret 10. november 2013 hos Wayback Machine |
| 501 | december 1960     | Turnabout                               | 1       | Onkel Joakim                     | Carl Barks                 | (?)                                  | W US 32-07 Arkiveret 10. november 2013 hos Wayback Machine   |
| 502 | december 1960     | A Sticky Situation                      | 8       | Andersines dagbog                | Carl Barks                 | (?)                                  | W OS 1150-02 Arkiveret 10. november 2013 hos Wayback Machine |
| 503 | december 1960     | Ruling the Roost                        | 8       | Andersines dagbog                | Carl Barks                 | (?)                                  | W OS 1150-05 Arkiveret 10. november 2013 hos Wayback Machine |
| 504 | december 1960     | That's No Fable!                        | 18      | Onkel Joakim                     | Carl Barks                 | Carl Barks                           | W US 32-01 Arkiveret 10. november 2013 hos Wayback Machine   |
| 505 | december 1960     | Friendly Enemy                          | 1       | Andersine                        | Carl Barks                 | (?)                                  | W OS 1150-08 Arkiveret 10. november 2013 hos Wayback Machine |
| 506 | december 1960     | The Homey Touch                         | <1      | Onkel Joakim                     | Carl Barks                 | (?)                                  | W US 32-05 Arkiveret 10. november 2013 hos Wayback Machine   |
| 507 | december 1960     | Ring Leader Roundup                     | 6       | Andersines dagbog                | Carl Barks                 | (?)                                  | W OS 1150-03 Arkiveret 10. november 2013 hos Wayback Machine |
| 508 | december 1960     | Daringly Different                      | 4       | Andersines dagbog                | Carl Barks                 | (?)                                  | W OS 1150-06 Arkiveret 10. november 2013 hos Wayback Machine |
| 509 | december 1960     | That Small Feeling                      | 4       | Georg Gearløs                    | Carl Barks                 | Carl Barks                           | W US 32-02 Arkiveret 10. november 2013 hos Wayback Machine   |
| 510 | december 1960     | Undercover Girl                         | 1       | Andersine                        | Carl Barks                 | (?)                                  | W OS 1150-09 Arkiveret 10. november 2013 hos Wayback Machine |
| 511 | december 1960     | A Thrift Gift                           | 1       | Onkel Joakim                     | Carl Barks                 | Carl Barks                           | W US 32-06 Arkiveret 10. november 2013 hos Wayback Machine   |
| 512 | december 1960     | Turkey Trouble                          | 10      | Anders And                       | Carl Barks                 | Carl Barks                           | W WDC 243-01 Arkiveret 10. november 2013 hos Wayback Machine |
| 513 | december 1960     | Small Fryers                            | 1       | Andersine                        | Carl Barks                 | (?)                                  | W OS 1150-01 Arkiveret 10. november 2013 hos Wayback Machine |
| 514 | december 1960     | Too Much Help                           | 4       | Andersines dagbog                | Carl Barks                 | Vic Lockman                          | W OS 1150-04 Arkiveret 10. november 2013 hos Wayback Machine |
| 515 | december 1960     | False Flattery                          | <1      | Andersine                        | Carl Barks                 | (?)                                  | W OS 1150-07 Arkiveret 10. november 2013 hos Wayback Machine |
| 516 | december 1960     | Clothes Make the Duck                   | 7       | Onkel Joakim                     | Carl Barks                 | Carl Barks                           | W US 32-04 Arkiveret 10. november 2013 hos Wayback Machine   |
| 517 | januar 1961       | Missile Fizzle                          | 10      | Anders And                       | Carl Barks                 | Carl Barks                           | W WDC 244-01 Arkiveret 10. november 2013 hos Wayback Machine |
| 518 | februar 1961      | The Training Farm Fuss                  | 7       | Bedstemor Ands venner fra gården | Carl Barks                 | Vic Lockman                          | W OS 1161-03 Arkiveret 10. november 2013 hos Wayback Machine |
| 519 | februar 1961      | The Whole Herd of Help                  | 8       | Bedstemor Ands venner fra gården | Carl Barks                 | (?)                                  | W OS 1161-01 Arkiveret 10. november 2013 hos Wayback Machine |
| 520 | februar 1961      | The Reversed Rescue                     | 7       | Bedstemor Ands venner fra gården | Carl Barks                 | Vic Lockman                          | W OS 1161-04 Arkiveret 10. november 2013 hos Wayback Machine |
| 521 | februar 1961      | Sitting High                            | 10      | Anders And                       | Carl Barks                 | Carl Barks                           | W WDC 245-01 Arkiveret 10. november 2013 hos Wayback Machine |
| 522 | februar 1961      | The Day the Farm Stood Still            | 6       | Bedstemor Ands venner fra gården | Carl Barks                 | Vic Lockman                          | W OS 1161-02 Arkiveret 10. november 2013 hos Wayback Machine |
| 523 | marts 1961        | Billions in the Hole                    | 16      | Onkel Joakim                     | Carl Barks                 | Carl Barks                           | W US 33-02 Arkiveret 10. november 2013 hos Wayback Machine   |
| 524 | marts 1961        | The Big Bobber                          | <1      | Onkel Joakim                     | Carl Barks                 | Carl Barks                           | W US 33-06 Arkiveret 10. november 2013 hos Wayback Machine   |
| 525 | marts 1961        | You can't win                           | 4       | Georg Gearløs                    | Carl Barks                 | Carl Barks                           | W US 33-03 Arkiveret 10. november 2013 hos Wayback Machine   |
| 526 | marts 1961        | Thumbs Up                               | 1       | Onkel Joakim                     | Carl Barks                 | Carl Barks                           | W US 33-07 Arkiveret 10. november 2013 hos Wayback Machine   |
| 527 | marts 1961        | Tree Trick                              | 1       | Onkel Joakim                     | Carl Barks                 | Carl Barks                           | W US 33-01 Arkiveret 10. november 2013 hos Wayback Machine   |
| 528 | marts 1961        | Lost Frontier                           | 10      | Anders And                       | Carl Barks                 | Carl Barks                           | W WDC 246-01 Arkiveret 10. november 2013 hos Wayback Machine |
| 529 | marts 1961        | Bongo on the Congo                      | 10      | Onkel Joakim                     | Carl Barks                 | Carl Barks                           | W US 33-05 Arkiveret 10. november 2013 hos Wayback Machine   |
| 530 | april 1961        | The Madcap Mariner                      | 9       | Anders And                       | Carl Barks                 | Carl Barks                           | W WDC 247-01 Arkiveret 10. november 2013 hos Wayback Machine |
| 531 | maj 1961          | The Nose Knows                          | 1       | Georg Gearløs                    | Carl Barks                 | (?)                                  | W OS 1184-01 Arkiveret 10. november 2013 hos Wayback Machine |
| 532 | maj 1961          | Mighty But Miserable                    | 7       | Georg Gearløs                    | Carl Barks                 | (?)                                  | W OS 1184-06 Arkiveret 10. november 2013 hos Wayback Machine |
| 533 | maj 1961          | Mechanized Mess                         | 1       | Georg Gearløs                    | Carl Barks                 | (?)                                  | W OS 1184-10 Arkiveret 9. november 2013 hos Wayback Machine  |
| 534 | maj 1961          | Monsterville                            | 10      | Georg Gearløs                    | Carl Barks                 | (?)                                  | W OS 1184-02 Arkiveret 9. november 2013 hos Wayback Machine  |
| 535 | maj 1961          | Brain-strain                            | 7       | Georg Gearløs                    | Carl Barks                 | (?)                                  | W OS 1184-07 Arkiveret 10. november 2013 hos Wayback Machine |
| 536 | maj 1961          | The Cube                                | 5       | Georg Gearløs                    | Carl Barks                 | Vic Lockman                          | W OS 1184-03 Arkiveret 10. november 2013 hos Wayback Machine |
| 537 | maj 1961          | Terrible Tourist                        | 10      | Anders And                       | Carl Barks                 | Carl Barks                           | W WDC 248-01 Arkiveret 10. november 2013 hos Wayback Machine |
| 538 | maj 1961          | The Old Timer                           | 1       | Georg Gearløs                    | Carl Barks                 | (?)                                  | W OS 1184-09 Arkiveret 10. november 2013 hos Wayback Machine |
| 539 | juni 1961         | Chugwagon Derby                         | 9       | Onkel Joakim                     | Carl Barks                 | Carl Barks                           | W US 34-04 Arkiveret 10. november 2013 hos Wayback Machine   |
| 540 | juni 1961         | Stranger than Fiction                   | 9       | Anders And                       | Carl Barks                 | Carl Barks                           | W WDC 249-01 Arkiveret 10. november 2013 hos Wayback Machine |
| 541 | juni 1961         | Mythtic Mystery                         | 14      | Onkel Joakim                     | Carl Barks                 | Carl Barks                           | W US 34-01 Arkiveret 10. november 2013 hos Wayback Machine   |
| 542 | juni 1961         | Wily Rival                              | 4       | Georg Gearløs                    | Carl Barks                 | Carl Barks                           | W US 34-02 Arkiveret 10. november 2013 hos Wayback Machine   |
| 543 | juli 1961         | Boxed-In                                | 10      | Anders And                       | Carl Barks                 | Carl Barks                           | W WDC 250-01 Arkiveret 10. november 2013 hos Wayback Machine |
| 544 | august 1961       | Duck Luck                               | 10      | Anders And                       | Carl Barks                 | Carl Barks                           | W WDC 251-01 Arkiveret 10. november 2013 hos Wayback Machine |
| 545 | september 1961    | Fast Away Castaway                      | 4       | Georg Gearløs                    | Carl Barks                 | Carl Barks                           | W US 35-04 Arkiveret 10. november 2013 hos Wayback Machine   |
| 546 | september 1961    | Gift Lion                               | 4       | Onkel Joakim                     | Carl Barks                 | Carl Barks                           | W US 35-05 Arkiveret 10. november 2013 hos Wayback Machine   |
| 547 | september 1961    | Mr. Private Eye                         | 10      | Anders And                       | Carl Barks                 | Carl Barks                           | W WDC 252-01 Arkiveret 10. november 2013 hos Wayback Machine |
| 548 | september 1961    | Poor Loser                              | 1       | Anders And                       | Carl Barks                 | Carl Barks                           | W DD 79-07 Arkiveret 10. november 2013 hos Wayback Machine   |
| 549 | september 1961    | The Golden Nugget Boat                  | 19      | Onkel Joakim                     | Carl Barks                 | Carl Barks                           | W US 35-02 Arkiveret 10. november 2013 hos Wayback Machine   |
| 550 | oktober 1961      | Hound Hounder                           | 10      | Anders And                       | Carl Barks                 | Carl Barks                           | W WDC 253-01 Arkiveret 10. november 2013 hos Wayback Machine |
| 551 | november 1961     | Buffaloed by Buffaloes                  | 4       | Georg Gearløs                    | Carl Barks                 | Carl Barks                           | W OS 1267-03 Arkiveret 10. november 2013 hos Wayback Machine |
| 552 | november 1961     | Jet Witch                               | 10      | Anders And                       | Carl Barks                 | Carl Barks                           | W WDC 254-01 Arkiveret 10. november 2013 hos Wayback Machine |
| 553 | december 1961     | Boat Buster                             | 10      | Anders And                       | Carl Barks                 | Carl Barks                           | W WDC 255-01 Arkiveret 10. november 2013 hos Wayback Machine |
| 554 | december 1961     | The Midas Touch                         | 17      | Onkel Joakim                     | Carl Barks                 | Carl Barks                           | W US 36-01 Arkiveret 10. november 2013 hos Wayback Machine   |
| 555 | december 1961     | Duckburg's Day of Peril                 | 4       | Georg Gearløs                    | Carl Barks                 | Carl Barks                           | W US 36-02 Arkiveret 10. november 2013 hos Wayback Machine   |
| 556 | december 1961     | Money Bag Goat                          | 6       | Onkel Joakim                     | Carl Barks                 | Carl Barks                           | W US 36-04 Arkiveret 10. november 2013 hos Wayback Machine   |
| 557 | januar 1962       | The Sleepies                            | 1       | Onkel Joakim                     | Carl Barks                 | Carl Barks                           | W DD 81-09 Arkiveret 10. november 2013 hos Wayback Machine   |
| 558 | januar 1962       | Northeaster on Cape Quack               | 10      | Anders And                       | Carl Barks                 | Carl Barks                           | W WDC 256-01 Arkiveret 10. november 2013 hos Wayback Machine |
| 559 | februar 1962      | Movie Mad                               | 10      | Anders And                       | Carl Barks                 | Carl Barks                           | W WDC 257-02 Arkiveret 10. november 2013 hos Wayback Machine |
| 560 | marts 1962        | The Great Pop Up                        | 4       | Georg Gearløs                    | Carl Barks                 | Carl Barks                           | W US 37-04 Arkiveret 10. november 2013 hos Wayback Machine   |
| 561 | marts 1962        | Ten-Cent Valentine                      | 10      | Anders And                       | Carl Barks                 | Carl Barks                           | W WDC 258-01 Arkiveret 10. november 2013 hos Wayback Machine |
| 562 | marts 1962        | The Windy Story                         | 1       | Onkel Joakim                     | Carl Barks                 | Carl Barks                           | W US 37-01 Arkiveret 10. november 2013 hos Wayback Machine   |
| 563 | marts 1962        | Deep Down Doings                        | 9       | Onkel Joakim                     | Carl Barks                 | Carl Barks                           | W US 37-05 Arkiveret 10. november 2013 hos Wayback Machine   |
| 564 | marts 1962        | Cave of Ali Baba                        | 16      | Onkel Joakim                     | Carl Barks                 | Carl Barks                           | W US 37-02 Arkiveret 10. november 2013 hos Wayback Machine   |
| 565 | april 1962        | Jungle Bungle                           | 10      | Anders And                       | Carl Barks                 | Carl Barks                           | W WDC 259-01 Arkiveret 10. november 2013 hos Wayback Machine |
| 566 | maj 1962          | Merry Ferry                             | 10      | Anders And                       | Carl Barks                 | Carl Barks                           | W WDC 260-02 Arkiveret 10. november 2013 hos Wayback Machine |
| 567 | juni 1962         | Monkey Business                         | 1       | Onkel Joakim                     | Carl Barks                 | Carl Barks                           | W US 38-01 Arkiveret 10. november 2013 hos Wayback Machine   |
| 568 | juni 1962         | Much Luck McDuck                        | 7       | Onkel Joakim                     | Carl Barks                 | Carl Barks                           | W US 38-05 Arkiveret 10. november 2013 hos Wayback Machine   |
| 569 | juni 1962         | Playmates                               | 1       | Onkel Joakim                     | Carl Barks                 | Carl Barks                           | W US 38-08 Arkiveret 10. november 2013 hos Wayback Machine   |
| 570 | juni 1962         | Medaling Around                         | 10      | Anders And                       | Carl Barks                 | Carl Barks                           | W WDC 261-01 Arkiveret 10. november 2013 hos Wayback Machine |
| 571 | juni 1962         | The Unsafe Safe                         | 19      | Onkel Joakim                     | Carl Barks                 | Carl Barks                           | W US 38-02 Arkiveret 10. november 2013 hos Wayback Machine   |
| 572 | juni 1962         | Collection Day                          | <1      | Onkel Joakim                     | Carl Barks                 | Carl Barks                           | W US 38-06 Arkiveret 10. november 2013 hos Wayback Machine   |
| 573 | juni 1962         | Madcap Inventors                        | 3       | Georg Gearløs                    | Carl Barks                 | Carl Barks                           | W US 38-04 Arkiveret 10. november 2013 hos Wayback Machine   |
| 574 | juni 1962         | Seeing is Believing                     | 1       | Onkel Joakim                     | Carl Barks                 | Carl Barks                           | W US 38-07 Arkiveret 10. november 2013 hos Wayback Machine   |
| 575 | juli 1962         | Rags to Riches                          | <1      | Onkel Joakim                     | Carl Barks                 | Carl Barks                           | W WDC 262-08 Arkiveret 10. november 2013 hos Wayback Machine |
| 576 | juli 1962         | Way Out Yonder                          | 10      | Anders And                       | Carl Barks                 | Carl Barks                           | W WDC 262-02 Arkiveret 10. november 2013 hos Wayback Machine |
| 577 | august 1962       | The Candy Kid                           | 10      | Anders And                       | Carl Barks                 | Carl Barks                           | W WDC 263-01 Arkiveret 10. november 2013 hos Wayback Machine |
| 578 | september 1962    | Tricky Experiment                       | 8       | Onkel Joakim                     | Carl Barks                 | Carl Barks                           | W US 39-05 Arkiveret 10. november 2013 hos Wayback Machine   |
| 579 | september 1962    | A Spicy Tale                            | 18      | Onkel Joakim                     | Carl Barks                 | Carl Barks                           | W US 39-02 Arkiveret 10. november 2013 hos Wayback Machine   |
| 580 | september 1962    | Art Appreciation                        | <1      | Onkel Joakim                     | Carl Barks                 | Carl Barks                           | W US 39-06 Arkiveret 10. november 2013 hos Wayback Machine   |
| 581 | september 1962    | Finny Fun                               | 4       | Georg Gearløs                    | Carl Barks                 | Carl Barks                           | W US 39-04 Arkiveret 10. november 2013 hos Wayback Machine   |
| 582 | september 1962    | Nest Egg Collector                      | 1       | Onkel Joakim                     | Carl Barks                 | Carl Barks                           | W US 39-07 Arkiveret 10. november 2013 hos Wayback Machine   |
| 583 | september 1962    | Master Wrecker                          | 10      | Anders And                       | Carl Barks                 | Carl Barks                           | W WDC 264-01 Arkiveret 10. november 2013 hos Wayback Machine |
| 584 | september 1962    | Getting the Bird                        | 1       | Onkel Joakim                     | Carl Barks                 | Carl Barks                           | W US 39-01 Arkiveret 10. november 2013 hos Wayback Machine   |
| 585 | oktober 1962      | Raven Mad                               | 10      | Anders And                       | Carl Barks                 | Carl Barks                           | W WDC 265-02 Arkiveret 10. november 2013 hos Wayback Machine |
| 586 | november 1962     | Stalwart Ranger                         | 10      | Anders And                       | Carl Barks                 | Carl Barks                           | W WDC 266-02 Arkiveret 10. november 2013 hos Wayback Machine |
| 587 | december 1962     | Log Jockey                              | 10      | Anders And                       | Carl Barks                 | Carl Barks                           | W WDC 267-02 Arkiveret 10. november 2013 hos Wayback Machine |
| 588 | januar 1963       | Oddball Odyssey                         | 19      | Onkel Joakim                     | Carl Barks                 | Carl Barks                           | W US 40-02 Arkiveret 10. november 2013 hos Wayback Machine   |
| 589 | januar 1963       | Christmas Cheers                        | 10      | Anders And                       | Carl Barks                 | Carl Barks                           | W WDC 268-02 Arkiveret 10. november 2013 hos Wayback Machine |
| 590 | januar 1963       | Posthasty Postman                       | 4       | Georg Gearløs                    | Carl Barks                 | Carl Barks                           | W US 40-04 Arkiveret 10. november 2013 hos Wayback Machine   |
| 591 | februar 1963      | A Matter of Factory                     | 10      | Anders And                       | Carl Barks                 | Carl Barks                           | W WDC 269-02 Arkiveret 10. november 2013 hos Wayback Machine |
| 592 | marts 1963        | Snow Duster                             | 4       | Georg Gearløs                    | Carl Barks                 | Carl Barks                           | W US 41-04 Arkiveret 10. november 2013 hos Wayback Machine   |
| 593 | marts 1963        | The Status Seeker                       | 20      | Onkel Joakim                     | Carl Barks                 | Carl Barks                           | W US 41-02 Arkiveret 10. november 2013 hos Wayback Machine   |
| 594 | marts 1963        | The Jinxed Jalopy Race                  | 10      | Anders And                       | Carl Barks                 | Carl Barks                           | W WDC 270-01 Arkiveret 10. november 2013 hos Wayback Machine |
| 595 | april 1963        | A Stone's Throw From Ghost Town         | 10      | Anders And                       | Carl Barks                 | Carl Barks                           | W WDC 271-01 Arkiveret 10. november 2013 hos Wayback Machine |
| 596 | maj 1963          | The Case of the Sticky Money            | 20      | Onkel Joakim                     | Carl Barks                 | Carl Barks                           | W US 42-02 Arkiveret 10. november 2013 hos Wayback Machine   |
| 597 | maj 1963          | Wishful Excess                          | 1       | Onkel Joakim                     | Carl Barks                 | Carl Barks                           | W US 42-05 Arkiveret 10. november 2013 hos Wayback Machine   |
| 598 | maj 1963          | Dueling Tycoons                         | 1       | Onkel Joakim                     | Carl Barks                 | Carl Barks                           | W US 42-01 Arkiveret 10. november 2013 hos Wayback Machine   |
| 599 | maj 1963          | Spare That Hair                         | 10      | Anders And                       | Carl Barks                 | Carl Barks                           | W WDC 272-01 Arkiveret 10. november 2013 hos Wayback Machine |
| 600 | maj 1963          | Sidewalk of the Mind                    | 1       | Onkel Joakim                     | Carl Barks                 | Carl Barks                           | W US 42-07 Arkiveret 10. november 2013 hos Wayback Machine   |
| 601 | juni 1963         | A Duck's-eye View of Europe             | 10      | Anders And                       | Carl Barks                 | Carl Barks                           | W WDC 273-01 Arkiveret 10. november 2013 hos Wayback Machine |
| 602 | juli 1963         | Gall of the Wild                        | 10      | Anders And                       | Carl Barks                 | Carl Barks                           | W WDC 274-01 Arkiveret 10. november 2013 hos Wayback Machine |
| 603 | juli 1963         | For Old Dime's Sake                     | 18      | Onkel Joakim                     | Carl Barks                 | Carl Barks                           | W US 43-01 Arkiveret 10. november 2013 hos Wayback Machine   |
| 604 | august 1963       | Crown of the Mayas                      | 21      | Onkel Joakim                     | Carl Barks                 | Carl Barks                           | W US 44-01 Arkiveret 10. november 2013 hos Wayback Machine   |
| 605 | august 1963       | The Invisible Intruder                  | 6       | Onkel Joakim                     | Carl Barks                 | Vic Lockman                          | W US 44-04 Arkiveret 30. oktober 2013 hos Wayback Machine    |
| 606 | august 1963       | Zero Hero                               | 10      | Anders And                       | Carl Barks                 | Carl Barks                           | W WDC 275-01 Arkiveret 10. november 2013 hos Wayback Machine |
| 607 | september 1963    | Beach Boy                               | 10      | Anders And                       | Carl Barks                 | Carl Barks                           | W WDC 276-02 Arkiveret 10. november 2013 hos Wayback Machine |
| 608 | oktober 1963      | The Duckburg Pet Parade                 | 10      | Anders And                       | Carl Barks                 | Carl Barks                           | W WDC 277-01 Arkiveret 10. november 2013 hos Wayback Machine |
| 609 | oktober 1963      | Isle of Golden Geese                    | 23      | Onkel Joakim                     | Carl Barks                 | Carl Barks                           | W US 45-01 Arkiveret 10. november 2013 hos Wayback Machine   |
| 610 | oktober 1963      | The Travel Tightwad                     | 4       | Onkel Joakim                     | Carl Barks                 | Vic Lockman                          | W US 45-04 Arkiveret 10. november 2013 hos Wayback Machine   |
| 611 | november 1963     | Have Gun, Will Dance                    | 10      | Anders And                       | Carl Barks                 | Carl Barks                           | W WDC 278-02 Arkiveret 10. november 2013 hos Wayback Machine |
| 612 | december 1963     | The Lemonade Fling                      | 5       | Onkel Joakim                     | Carl Barks                 | Vic Lockman                          | W US 46-04 Arkiveret 10. november 2013 hos Wayback Machine   |
| 613 | december 1963     | Lost Beneath the Sea                    | 22      | Onkel Joakim                     | Carl Barks                 | Carl Barks                           | W US 46-01 Arkiveret 10. november 2013 hos Wayback Machine   |
| 614 | december 1963     | Fireman Scrooge                         | 1       | Onkel Joakim                     | Carl Barks                 | Carl Barks                           | W US 46-05 Arkiveret 10. november 2013 hos Wayback Machine   |
| 615 | december 1963     | Once Upon a Carnival                    | 10      | Anders And                       | Carl Barks                 | Carl Barks                           | W WDC 279-01 Arkiveret 10. november 2013 hos Wayback Machine |
| 616 | december 1963     | A Helper's Helping Hand                 | 4       | Georg Gearløs                    | Carl Barks                 | Carl Barks                           | W US 46-03 Arkiveret 10. november 2013 hos Wayback Machine   |
| 617 | januar 1964       | Double Masquerade                       | 10      | Anders And                       | Carl Barks                 | Carl Barks, Chase Craig              | W WDC 280-03 Arkiveret 10. november 2013 hos Wayback Machine |
| 618 | februar 1964      | The Thrifty Spendthrift                 | 20      | Onkel Joakim                     | Carl Barks                 | Carl Barks                           | W US 47-01 Arkiveret 10. november 2013 hos Wayback Machine   |
| 619 | februar 1964      | Up and At It                            | <1      | Onkel Joakim                     | Carl Barks                 | Carl Barks                           | W US 47-06 Arkiveret 10. november 2013 hos Wayback Machine   |
| 620 | februar 1964      | Feud and Far Between                    | 10      | Anders And                       | Carl Barks                 | Carl Barks                           | W WDC 281-02 Arkiveret 10. november 2013 hos Wayback Machine |
| 621 | februar 1964      | Man Versus Machine                      | 4       | Georg Gearløs                    | Carl Barks                 | Carl Barks                           | W US 47-03 Arkiveret 10. november 2013 hos Wayback Machine   |
| 622 | februar 1964      | No Bargain                              | <1      | Onkel Joakim                     | Carl Barks                 | Carl Barks                           | W US 47-05 Arkiveret 10. november 2013 hos Wayback Machine   |
| 623 | marts 1964        | Jonah Gyro                              | 4       | Georg Gearløs                    | Carl Barks                 | Carl Barks                           | W US 48-03 Arkiveret 10. november 2013 hos Wayback Machine   |
| 624 | marts 1964        | Bubbleweight Champ                      | 10      | Anders And                       | Carl Barks                 | Carl Barks                           | W WDC 282-01 Arkiveret 10. november 2013 hos Wayback Machine |
| 625 | marts 1964        | The Many Faces of Magica de Spell       | 22      | Onkel Joakim                     | Carl Barks                 | Carl Barks                           | W US 48-01 Arkiveret 10. november 2013 hos Wayback Machine   |
| 626 | april 1964        | Cap'n Blight's Mystery Ship             | 10      | Anders And                       | Carl Barks                 | Carl Barks                           | W WDC 283-01 Arkiveret 10. november 2013 hos Wayback Machine |
| 627 | maj 1964          | The Loony Lunar Gold Rush               | 17      | Onkel Joakim                     | Carl Barks                 | Carl Barks                           | W US 49-01 Arkiveret 10. november 2013 hos Wayback Machine   |
| 628 | juli 1964         | Rug Riders in the Sky                   | 16      | Onkel Joakim                     | Carl Barks                 | Carl Barks                           | W US 50-01 Arkiveret 10. november 2013 hos Wayback Machine   |
| 629 | juli 1964         | The Olympian Torch Bearer               | 10      | Anders And                       | Carl Barks                 | Carl Barks                           | W WDC 286-01 Arkiveret 10. november 2013 hos Wayback Machine |
| 630 | august 1964       | How green was my lettuce                | 15      | Onkel Joakim                     | Carl Barks                 | Carl Barks                           | W US 51-01 Arkiveret 10. november 2013 hos Wayback Machine   |
| 631 | september 1964    | Hero of the Dike                        | 10      | Anders And                       | Carl Barks                 | Carl Barks                           | W WDC 288-01 Arkiveret 10. november 2013 hos Wayback Machine |
| 632 | september 1964    | The Great Wig Mystery                   | 20      | Onkel Joakim                     | Carl Barks                 | Carl Barks                           | W US 52-01 Arkiveret 10. november 2013 hos Wayback Machine   |
| 633 | oktober 1964      | Unfriendly Enemies                      | 10      | Anders And                       | Carl Barks                 | Carl Barks                           | W WDC 289-02 Arkiveret 10. november 2013 hos Wayback Machine |
| 634 | oktober 1964      | Interplanetary Postman                  | 15      | Onkel Joakim                     | Carl Barks                 | Carl Barks                           | W US 53-01 Arkiveret 21. oktober 2013 hos Wayback Machine    |
| 635 | december 1964     | Delivery Dilemma                        | 10      | Anders And                       | Carl Barks                 | Carl Barks                           | W WDC 291-01 Arkiveret 10. november 2013 hos Wayback Machine |
| 636 | december 1964     | Flowers Are Flowers                     | 1       | Onkel Joakim                     | Carl Barks                 | (?)                                  | W US 54-06 Arkiveret 10. november 2013 hos Wayback Machine   |
| 637 | december 1964     | The Billion Dollar Safari               | 20      | Onkel Joakim                     | Carl Barks                 | Carl Barks                           | W US 54-01 Arkiveret 10. november 2013 hos Wayback Machine   |
| 638 | december 1964     | Saved by the Bag!                       | 1       | Onkel Joakim                     | Carl Barks                 | Carl Barks                           | W US 54-04 Arkiveret 10. november 2013 hos Wayback Machine   |
| 639 | januar 1965       | Instant Hercules                        | 10      | Anders And                       | Carl Barks                 | Carl Barks                           | W WDC 292-01 Arkiveret 10. november 2013 hos Wayback Machine |
| 640 | februar 1965      | Ticking Detector                        | 1       | Onkel Joakim                     | Carl Barks                 | Carl Barks                           | W US 55-04 Arkiveret 10. november 2013 hos Wayback Machine   |
| 641 | februar 1965      | McDuck of Arabia                        | 24      | Onkel Joakim                     | Carl Barks                 | Carl Barks                           | W US 55-01 Arkiveret 10. november 2013 hos Wayback Machine   |
| 642 | marts 1965        | Duck Out of Luck                        | 10      | Anders And                       | Carl Barks                 | Carl Barks                           | W WDC 294-01 Arkiveret 10. november 2013 hos Wayback Machine |
| 643 | marts 1965        | Mystery of the Ghost Town Railroad      | 24      | Onkel Joakim                     | Carl Barks                 | Carl Barks                           | W US 56-02 Arkiveret 5. november 2013 hos Wayback Machine    |
| 644 | maj 1965          | The Bigger the Beggar                   | 1       | Onkel Joakim                     | Carl Barks                 | Carl Barks                           | W US 57-01 Arkiveret 10. november 2013 hos Wayback Machine   |
| 645 | maj 1965          | Plummeting with Precision               | 1       | Onkel Joakim                     | Carl Barks                 | Carl Barks                           | W US 57-06 Arkiveret 10. november 2013 hos Wayback Machine   |
| 646 | maj 1965          | The Swamp of No Return                  | 24      | Onkel Joakim                     | Carl Barks                 | Carl Barks                           | W US 57-02 Arkiveret 10. november 2013 hos Wayback Machine   |
| 647 | maj 1965          | Snake Take                              | 1       | Onkel Joakim                     | Carl Barks                 | Carl Barks                           | W US 57-07 Arkiveret 10. november 2013 hos Wayback Machine   |
| 648 | maj 1965          | The Lock Out                            | 1       | Onkel Joakim                     | Carl Barks                 | Carl Barks                           | W US 57-04 Arkiveret 10. november 2013 hos Wayback Machine   |
| 649 | juni 1965         | Million-Dollar Shower                   | 1       | Onkel Joakim                     | Carl Barks                 | Carl Barks                           | W WDC 297-07 Arkiveret 10. november 2013 hos Wayback Machine |
| 650 | juni 1965         | Monkey Business                         | 10      | Anders And                       | Carl Barks                 | (?)                                  | W WDC 297-01 Arkiveret 10. november 2013 hos Wayback Machine |
| 651 | juli 1965         | The Giant Robot Robbers                 | 20      | Onkel Joakim                     | Carl Barks                 | Carl Barks                           | W US 58-02 Arkiveret 10. november 2013 hos Wayback Machine   |
| 652 | juli 1965         | Laundry for Less                        | 1       | Onkel Joakim                     | Carl Barks                 | (?)                                  | W US 58-03 Arkiveret 10. november 2013 hos Wayback Machine   |
| 653 | juli 1965         | Long Distance Collision                 | 1       | Onkel Joakim                     | Carl Barks                 | (?)                                  | W US 58-07 Arkiveret 10. november 2013 hos Wayback Machine   |
| 654 | september 1965    | North of the Yukon                      | 24      | Onkel Joakim                     | Carl Barks                 | Carl Barks                           | W US 59-01 Arkiveret 10. november 2013 hos Wayback Machine   |
| 655 | september 1965    | The Mummy's Ring                        | 3       | Anders And                       | Carl Barks                 | Carl Barks                           | W USDD 1-03 Arkiveret 10. november 2013 hos Wayback Machine  |
| 656 | november 1965     | The Phantom of Notre Duck               | 24      | Onkel Joakim                     | Carl Barks                 | Carl Barks                           | W US 60-01 Arkiveret 10. november 2013 hos Wayback Machine   |
| 657 | januar 1966       | Wasted Words                            | 1       | Onkel Joakim                     | Carl Barks                 | (?)                                  | W US 61-01 Arkiveret 10. november 2013 hos Wayback Machine   |
| 658 | januar 1966       | Top Wages                               | 1       | Onkel Joakim                     | Carl Barks                 | (?)                                  | W US 61-06 Arkiveret 10. november 2013 hos Wayback Machine   |
| 659 | januar 1966       | So Far and No Safari                    | 24      | Onkel Joakim                     | Carl Barks                 | Carl Barks                           | W US 61-02 Arkiveret 10. november 2013 hos Wayback Machine   |
| 660 | januar 1966       | It Happened One Winter                  | 1       | Onkel Joakim                     | Carl Barks                 | Carl Barks                           | W US 61-07 Arkiveret 10. november 2013 hos Wayback Machine   |
| 661 | januar 1966       | Down for the Count                      | 1       | Onkel Joakim                     | Carl Barks                 | (?)                                  | W US 61-03 Arkiveret 10. november 2013 hos Wayback Machine   |
| 662 | marts 1966        | The Queen of the Wild Dog Pack          | 24      | Onkel Joakim                     | Carl Barks                 | Carl Barks                           | W US 62-02 Arkiveret 10. november 2013 hos Wayback Machine   |
| 663 | maj 1966          | House of Haunts                         | 24      | Onkel Joakim                     | Carl Barks                 | Carl Barks                           | W US 63-02 Arkiveret 10. november 2013 hos Wayback Machine   |
| 664 | maj 1966          | The Beauty Business                     | 10      | Andersine                        | Carl Barks                 | Carl Barks                           | W WDC 308-06 Arkiveret 10. november 2013 hos Wayback Machine |
| 665 | juli 1966         | Treasure of Marco Polo                  | 24      | Onkel Joakim                     | Carl Barks                 | Carl Barks                           | W US 64-02 Arkiveret 10. november 2013 hos Wayback Machine   |
| 666 | september 1966    | Micro-Ducks from Outer Space            | 24      | Onkel Joakim                     | Carl Barks                 | Carl Barks                           | W US 65-01 Arkiveret 10. november 2013 hos Wayback Machine   |
| 667 | september 1966    | The Not-so-Ancient Mariner              | 10      | Andersine                        | Carl Barks                 | Carl Barks                           | W WDC 312-01 Arkiveret 10. november 2013 hos Wayback Machine |
| 668 | november 1966     | The Heedless Horseman                   | 24      | Onkel Joakim                     | Carl Barks                 | Carl Barks                           | W US 66-02 Arkiveret 10. november 2013 hos Wayback Machine   |
| 669 | marts 1967        | Hall of the Mermaid Queen               | 24      | Onkel Joakim                     | Carl Barks                 | Carl Barks                           | W US 68-02 Arkiveret 10. november 2013 hos Wayback Machine   |
| 670 | maj 1967          | The Cattle King                         | 24      | Onkel Joakim                     | Carl Barks                 | Carl Barks                           | W US 69-02 Arkiveret 10. november 2013 hos Wayback Machine   |
| 671 | juli 1967         | The Doom Diamond                        | 24      | Onkel Joakim                     | Carl Barks                 | Carl Barks                           | W US 70-02 Arkiveret 10. november 2013 hos Wayback Machine   |
| 672 | oktober 1967      | King Scrooge the First                  | 21      | Onkel Joakim                     | Tony Strobl                | Carl Barks                           | W US 71-01 Arkiveret 10. november 2013 hos Wayback Machine   |
| 673 | januar 1968       | Pawns of the Loup Garou                 | 21      | Anders And                       | Tony Strobl                | Carl Barks                           | W DD 117-01 Arkiveret 10. november 2013 hos Wayback Machine  |
| 674 | november 1968     | The Dainty Daredevil                    | 8       | Andersine                        | Carl Barks                 | (?)                                  | W WDCD 5-12 Arkiveret 10. november 2013 hos Wayback Machine  |
| 675 | juli 1969         | Officer for a Day                       | 14      | Anders And                       | Tony Strobl                | Carl Barks                           | W DD 126-01 Arkiveret 10. november 2013 hos Wayback Machine  |
| 676 | juli 1970         | Peril of the Black Forest               | 14      | Grønspætterne                    | John Carey                 | Carl Barks                           | W JW 6-01 Arkiveret 10. november 2013 hos Wayback Machine    |
| 677 | juli 1970         | Life Savers                             | 5       | Grønspætterne                    | Tony Strobl                | Carl Barks                           | W JW 6-03 Arkiveret 10. november 2013 hos Wayback Machine    |
| 678 | oktober 1970      | Whale of a Good Deed                    | 17      | Grønspætterne                    | John Carey                 | Carl Barks                           | W JW 7-01 Arkiveret 5. november 2013 hos Wayback Machine     |
| 679 | januar 1971       | Let Sleeping Bones Lie                  | 14      | Grønspætterne                    | John Carey                 | Carl Barks                           | W JW 8-01 Arkiveret 10. november 2013 hos Wayback Machine    |
| 680 | januar 1971       | Bad Day for Troop 'A'                   | 6       | Grønspætterne                    | Tony Strobl                | Carl Barks                           | W JW 8-03 Arkiveret 10. november 2013 hos Wayback Machine    |
| 681 | april 1971        | Looter of the Lake                      | 13      | Grønspætterne                    | John Carey                 | Carl Barks                           | W JW 9-01 Arkiveret 10. november 2013 hos Wayback Machine    |
| 682 | juli 1971         | Bottled Battlers                        | 12      | Grønspætterne                    | Tony Strobl                | Carl Barks                           | W JW 10-02 Arkiveret 10. november 2013 hos Wayback Machine   |
| 683 | juli 1971         | Maple Sugar Time (How Sweet It Is!)     | 13      | Grønspætterne                    | Tony Strobl                | Carl Barks                           | W JW 10-01 Arkiveret 10. november 2013 hos Wayback Machine   |
| 684 | juli 1971         | A Day in a Duck's Life                  | 13      | Anders And                       | Kay Wright                 | Carl Barks                           | W DD 138-01 Arkiveret 10. november 2013 hos Wayback Machine  |
| 685 | oktober 1971      | Traitor in the Ranks                    | 13      | Grønspætterne                    | Tony Strobl                | Carl Barks                           | W JW 11-01 Arkiveret 10. november 2013 hos Wayback Machine   |
| 686 | oktober 1971      | Eagle Savers                            | 12      | Grønspætterne                    | Kay Wright                 | Carl Barks                           | W JW 11-02 Arkiveret 10. november 2013 hos Wayback Machine   |
| 687 | januar 1972       | Hound of the Moaning Hills              | 13      | Grønspætterne                    | Kay Wright                 | Carl Barks                           | W JW 12-01 Arkiveret 10. november 2013 hos Wayback Machine   |
| 688 | januar 1972       | Storm Dancers                           | 12      | Grønspætterne                    | Kay Wright                 | Carl Barks                           | W JW 12-02 Arkiveret 10. november 2013 hos Wayback Machine   |
| 689 | marts 1972        | Gold of the '49ers                      | 12      | Grønspætterne                    | Kay Wright                 | Carl Barks                           | W JW 13-02 Arkiveret 10. november 2013 hos Wayback Machine   |
| 690 | marts 1972        | The Day the Mountain Shook              | 13      | Grønspætterne                    | Kay Wright                 | Carl Barks                           | W JW 13-01 Arkiveret 10. november 2013 hos Wayback Machine   |
| 691 | maj 1972          | Duckmade Disaster                       | 13      | Grønspætterne                    | Kay Wright                 | Carl Barks                           | W JW 14-01 Arkiveret 10. november 2013 hos Wayback Machine   |
| 692 | juli 1972         | Wailing Whalers                         | 18      | Grønspætterne                    | Kay Wright                 | Carl Barks                           | W JW 15-01 Arkiveret 10. november 2013 hos Wayback Machine   |
| 693 | september 1972    | Where There's Smoke                     | 16      | Grønspætterne                    | Kay Wright                 | Carl Barks                           | W JW 16-01 Arkiveret 10. november 2013 hos Wayback Machine   |
| 694 | november 1972     | Be Leery of Lake Eerie                  | 16      | Grønspætterne                    | Kay Wright                 | Carl Barks                           | W JW 17-01 Arkiveret 10. november 2013 hos Wayback Machine   |
| 695 | marts 1973        | Teahouse of the Waggin' Dragon          | 17      | Grønspætterne                    | Kay Wright                 | Carl Barks                           | W JW 19-01 Arkiveret 10. november 2013 hos Wayback Machine   |
| 696 | maj 1973          | New Zoo Brews Ado                       | 17      | Grønspætterne                    | Kay Wright                 | Carl Barks                           | W JW 20-01 Arkiveret 10. november 2013 hos Wayback Machine   |
| 697 | juli 1973         | Music Hath Charms                       | 16      | Grønspætterne                    | Kay Wright                 | Carl Barks                           | W JW 21-01 Arkiveret 10. november 2013 hos Wayback Machine   |
| 698 | september 1973    | The Phantom Joker                       | 15      | Grønspætterne                    | Kay Wright                 | Carl Barks                           | W JW 22-01 Arkiveret 10. november 2013 hos Wayback Machine   |
| 699 | november 1973     | Hark, Hark, the Ark                     | 15      | Grønspætterne                    | Kay Wright                 | Carl Barks                           | W JW 23-01 Arkiveret 10. november 2013 hos Wayback Machine   |
| 700 | marts 1974        | Captains Outrageous                     | 15      | Grønspætterne                    | Kay Wright                 | Carl Barks                           | W JW 25-01 Arkiveret 10. november 2013 hos Wayback Machine   |
| 701 | 22. november 1974 | The Milkman Story                       | 10      | Anders And                       | Carl Barks                 | Carl Barks                           | CS WDC 215 Arkiveret 10. november 2013 hos Wayback Machine   |
| 702 | 1976              | Silent Night                            | 9       | Anders And                       | Carl Barks                 | Carl Barks                           | CS WDC 64 Arkiveret 10. november 2013 hos Wayback Machine    |
| 703 | februar 1978      | Trick or Treat                          | 10      | Anders And                       | Carl Barks                 | Carl Barks                           | CS DD 26 Arkiveret 10. november 2013 hos Wayback Machine     |
| 704 | 5. marts 1984     | Hang Gliders Be Hanged!                 | 10      | Anders And                       | Vicar                      | Carl Barks, Tom Anderson             | D 6886 Arkiveret 10. november 2013 hos Wayback Machine       |
| 705 | 23. april 1984    | Go Slowly, Sands of Time                | 10      | Onkel Joakim                     | Vicar                      | Carl Barks, Tom Anderson             | D 6856 Arkiveret 10. november 2013 hos Wayback Machine       |
| 706 | 27. februar 1990  | The pied piper of Duckburg              | 8       | Georg Gearløs                    | Carl Barks, Don Rosa       | Carl Barks, Don Rosa                 | H 89174 Arkiveret 10. november 2013 hos Wayback Machine      |
| 707 | oktober 1994      | Horsing Around with History             | 24      | Onkel Joakim                     | William Van Horn           | Carl Barks                           | D 94003 Arkiveret 10. november 2013 hos Wayback Machine      |
| 708 | 1. november 2000  | Somewhere in Nowhere                    | 28      | Anders And                       | Pat Block                  | Carl Barks, John Lustig              | I TES 3-1 Arkiveret 10. november 2013 hos Wayback Machine    |